# Pierre-Jean David d'Angers
Pour les articles homonymes, voir David et Angers (homonymie).
Pierre-Jean David d’Angers, dit David d’Angers, né le 12 mars 1788 à Angers et mort le 5 janvier 1856 à Paris, est un sculpteur et médailleur français, représentatif du romantisme dans la sculpture française du XIXe siècle.

## Débuts
Pierre-Jean David naît à Angers, en Anjou, le 12 mars 1788. Il est le fils d’un modeste sculpteur sur bois, Pierre Louis David (1756-1826), qui exerçait, dans sa ville natale, la profession de sculpteur-ornemaniste et de Marie Françoise Lemasson (1753-1809). David commence ses études artistiques sous la direction de Marchand et Jean-Jacques Delusse professeurs à l’École centrale d’Angers entre 1806 et 1807.
En 1784, Le père de David d'Angers a réalisé les boiseries du chœur de la cathédrale d'Angers et le 8 avril 1806, il s'engage contractuellement auprès de Louis-François Allard, médecin et fabricien de la paroisse, à réaliser deux statues « qui auront chacune 7 pieds 8 pouces de hauteur, y compris le socle qui n'aura que 6 pouces de haut, lesquelles statues seront de pierre, l'une représentera Saint-Remy, évêque, et l'autre Saint-Sébastien, et elles seront conformes au dessin que j'ai présenté audit Louis Allard, si ce n'est que la chape de Saint-Remy ne sera point relevée et le bras qui la tient sera un peu relevé et plié. La soutane sera de couleur rouge, le rochet blanc, dont le bas sera ainsi que le bout des manches en forme de dentelles ; l'étoile avec une frange au bas, dorée, avec un ruban qui l'attache, d'où pendront deux glands dorés ; la chape et l'étoile de couleur violette, l'orfroy en or, la lisière de la chape, la barrette et la croix dorée ; la mitre fond blanc, les filets dorés, la croix dorée et le bandeau, les coins ou glands de la mitre dorés, les gants violets, un anneau à la main droite […] La statue de Saint-Sébastien sera également conforme au dessin, elle sera peinte en couleur de chair, la ceinture blanche ainsi que les trois flèches, l'arbre couleur d'écorce. Les statues seront peintes à l'huile,recouvertes d'un beau vernis ». L'artiste s'obligeait en outre à les placer lui-même, dans le courant de septembre, de chaque côté du grand autel, sur un cul-de-lampe qu'il se chargeait de raccommoder pour l'église Saint-Rémi de Château-Gontier. L'abbé Angot indique que ces deux œuvres d'art ont été enfouies en terre lors de la construction de la nouvelle église.
Plus tard, son père s'oppose à la résolution de son fils de se rendre à Paris pour accomplir sa vocation et refuse de financer son départ. Après une tentative ratée de suicide, son père le laisse partir pour Paris avec quarante cinq francs, collectés par sa mère et ses sœurs et cinquante francs que lui prête son maître, Delusse.
À Paris, en 1808, David sculpte des ornements à l'arc de triomphe du Carrousel sous la direction de Besnier, puis il travaille sur une frise du palais du Louvre.
En 1809, il obtient une médaille à l'Académie et est remarqué par son homonyme le peintre Jacques-Louis David qui le prend sous son aile et le fait travailler dans son atelier. Il suit aussi l'enseignement des sculpteurs Augustin Pajou et Philippe-Laurent Roland. Ses ouvrages, exposés un peu plus tard au concours d'essai, lui permettent de bénéficier d'une pension de six cents francs votée par la ville d'Angers.

## Premiers succès
En 1810, il remporte le second prix de sculpture et en 1811 le grand prix de Rome avec le bas-relief Mort d'Épaminondas. Il part comme pensionnaire de l'Académie de France à Rome. L'ouvrage couronné est envoyé par l'artiste au musée de sa ville natale, comme l'a été celui de son second prix (Othryadès). En Italie, l'art antique, Michel-Ange et Raphaël sont ses sources d'inspiration durant ses voyages et au cours de ses études.
Après son séjour à Rome, David traverse la France pour se rendre à Londres où il rencontre l'artiste Flaxman et travaille au monument de Wellington. David revient à Paris en 1818.

## Reconnaissance
Le pouvoir royal lui confie l'exécution de la Statue du Grand Condé, qui figure dans la cour d'honneur du château de Versailles[réf. nécessaire]. En 1825, sa réputation établie, il est nommé chevalier de la Légion d'honneur. En 1826, il est élu membre de l’Institut de France et nommé professeur à l'école des Beaux-Arts de Paris en remplacement de  Jean-Baptiste Stouf, le 11 janvier 1826. Henri Lemaire lui succéde en 1856.
Il produit une quantité de monuments, tombeaux, statues, bustes et bas-reliefs, dont le célèbre fronton du Panthéon de Paris en 1837. Dans les années 1830, il sculpte une importante série de portraits en médaillons de personnalités contemporaines dans laquelle il applique les principes de la phrénologie à un niveau esthétique.
Ami du poète Aloysius Bertrand, il fait éditer à titre posthume son recueil de poèmes Gaspard de la nuit en 1842.
En 1848, il est élu représentant du peuple par le département de Maine-et-Loire. Il entre à l'Assemblée constituante puis à l'Assemblée législative, où il siège avec la Montagne.

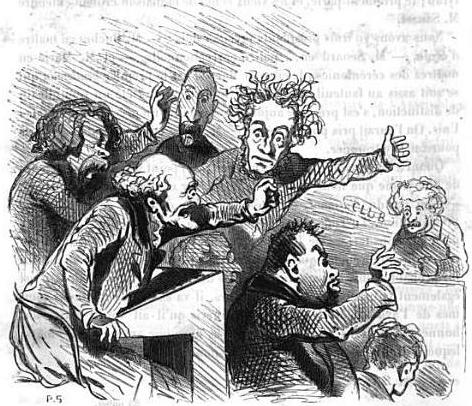
La séance du 25 juillet 1848 à l'Assemblée nationale, concernant les clubs politiques, caricaturée par Cham. David d'Angers est représenté à l'extrême gauche.

En 1852, après le coup d'État de Napoléon III, il doit quitter la France et s'exiler en Grèce. Sa santé déclinant, il rentre en France où il meurt le 5 janvier 1856 au no 24 rue d'Assas à Paris,. Il est inhumé à Paris au cimetière du Père-Lachaise (39e division).
En 1868, son fils Robert David d’Angers (1833-1912) épouse Edmée (1846-1910), la fille de son ami de longue date, le peintre Paul Huet.
En 1959, La Poste française a émis un timbre de 20 F + 10 F dessiné et gravé par Albert Decaris, avec son portrait, sa statue et le château du Roi René à Angers.

## Élèves de David d'Angers
- Pierre-Jacques-Théodore Blard (1822-1901)
- Jean-Baptiste Alix (1801-1863)
- François-Antoine Ber (1796-1862)
- Victor Bernard (1815-1899)
- Isidore-Romain Boitel (1812-1861)
- Paul-Auguste-Sylvaire Bonnifay (1814-1885)
- Régis Breysse (1810-1860)
- Louis-Charles-Hippolyte Buhot (1815-1875)
- Guillaume Cabasson (1814-1884)
- Albert-Ernest Carrier-Belleuse (1824-1877)
- Jules-Désiré Caudron (1816-1877)
- Jules Cavelier (1814-1894)
- Jean-Louis Chenillion (1810-1875)
- Jacques Antoine Théodore Coinchon
- Édouard De Bièfve (1808-1882)
- Henri de L'Étang (1809-1868)
- Eugène Faure (1822-1878)
- Adolphe-Victor Geoffroy-Dechaume (1816-1892)
- Hippolyte Maindron (1801-1884)
- Joseph Meganck (1807-1891)
- Aimé Millet (1819-1891), dès 1836
- Auguste Ottin (1811-1890), dès 1825, second prix de Rome en 1836
- François-Joseph-Charles Reverchon (1829-1901)[7]
- August Julius Streichenberg (1814-1878)

## Œuvres dans les collections publiques

### États-Unis
- New York, Metropolitan Museum of Art.
- Washington, salle du Congrès des États-Unis :
  - Portrait de La Fayette, buste ;
  - Portrait de Washington, buste.

Œuvres de David d’Angers au Metropolitan Museum of Art de New York
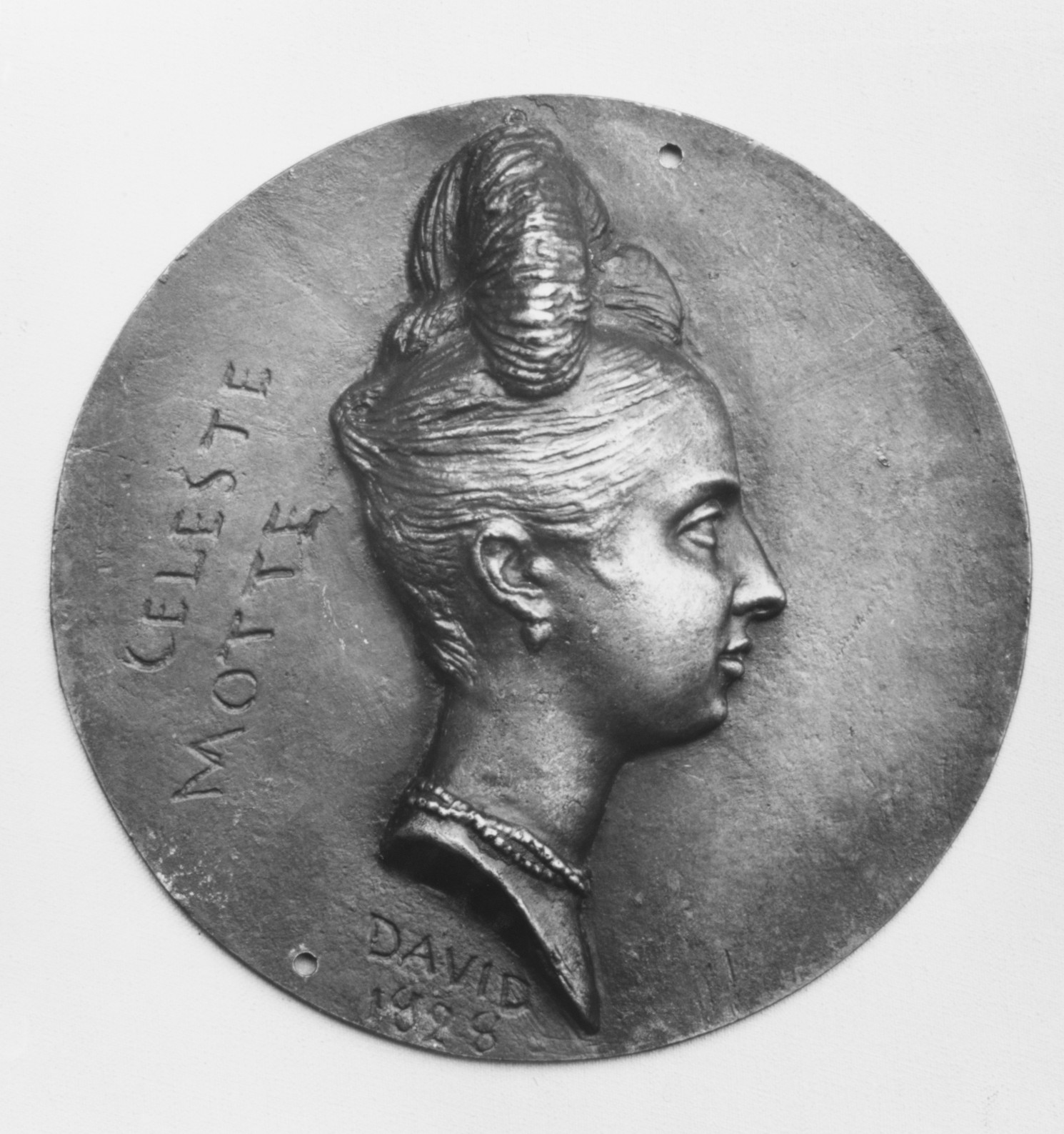
Céleste Motte, femme d’Achille Devéria (1828).
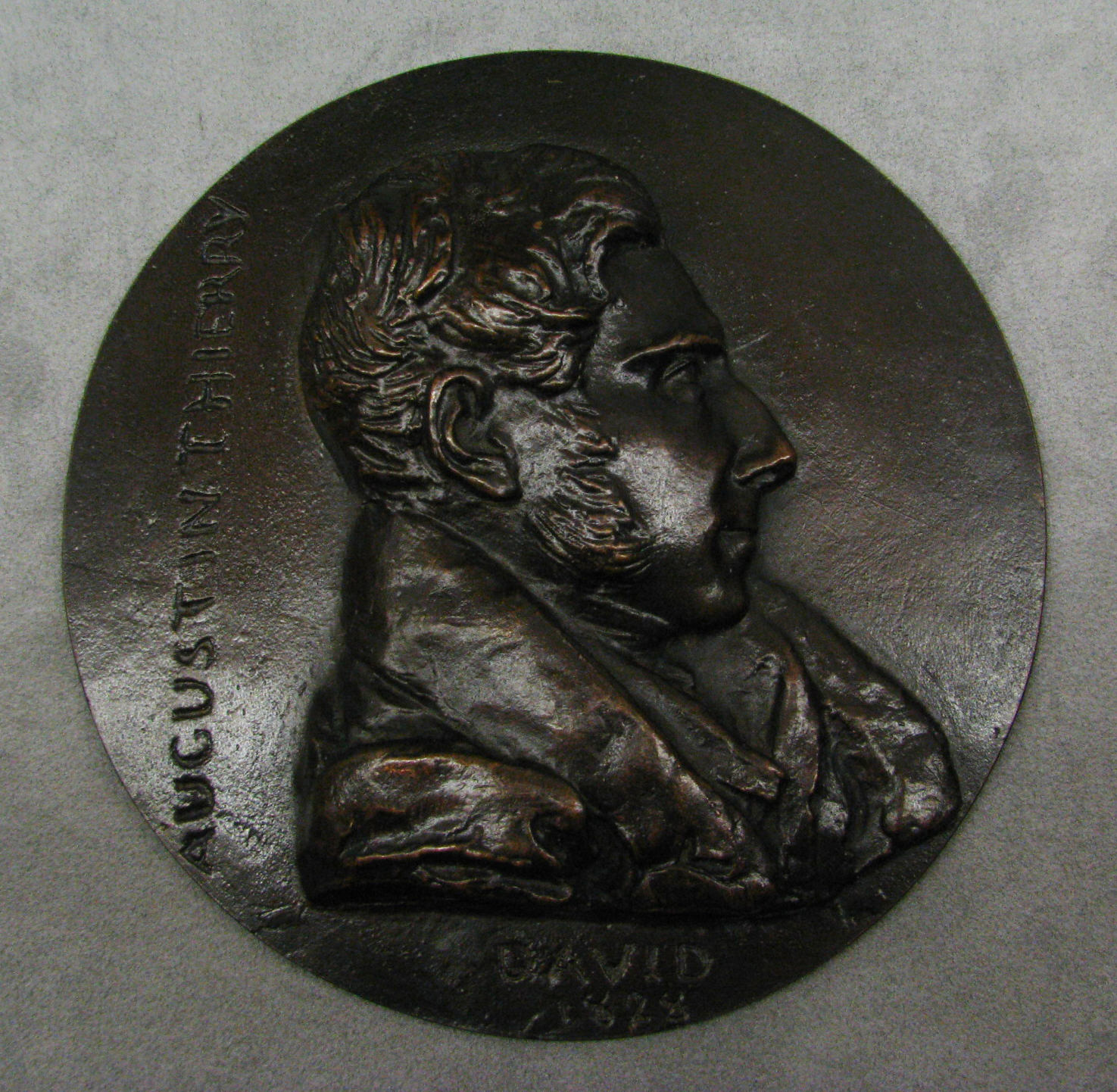
Augustin Thierry (1828).
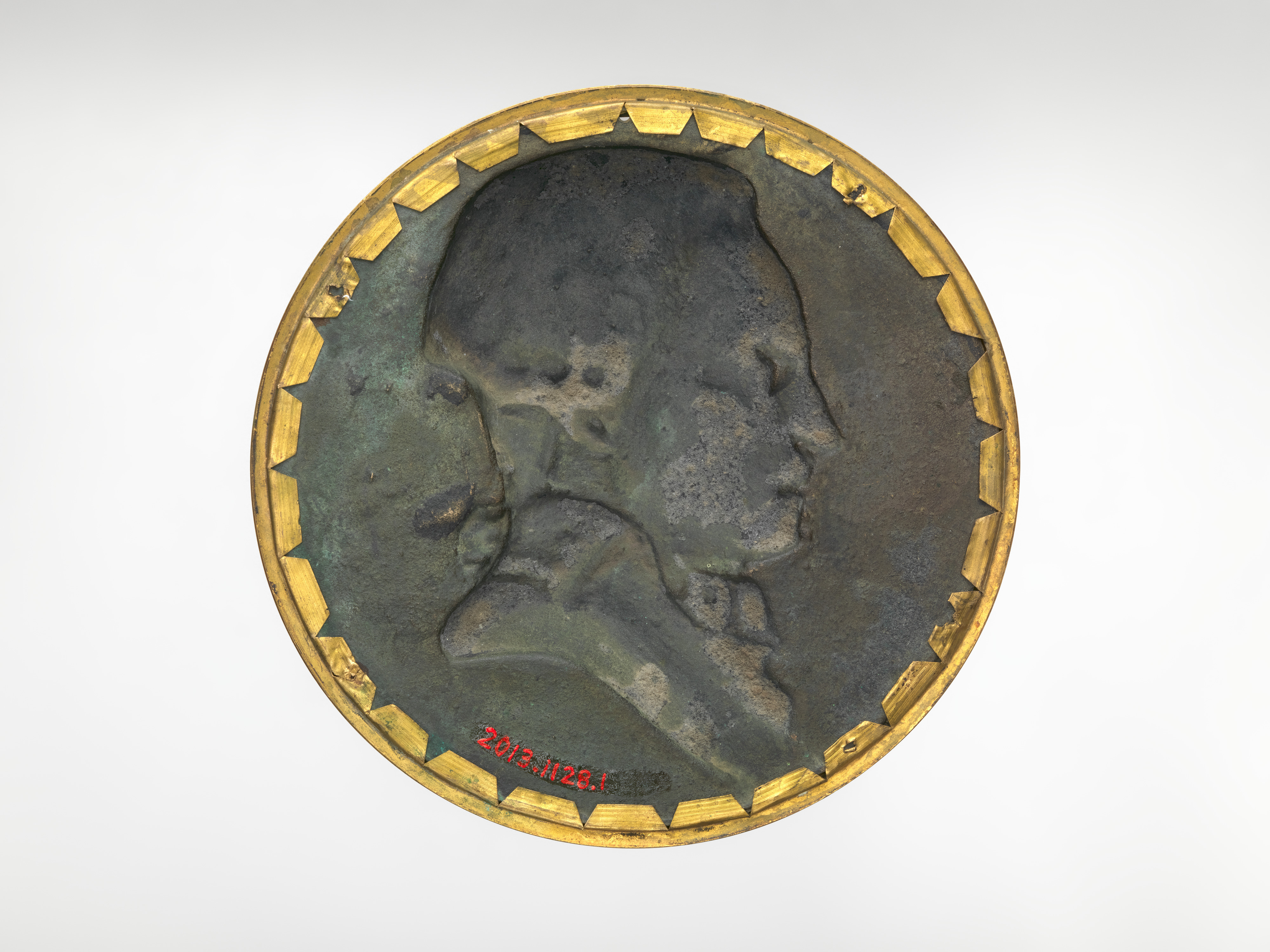
Maximilien de Robespierre (1835).
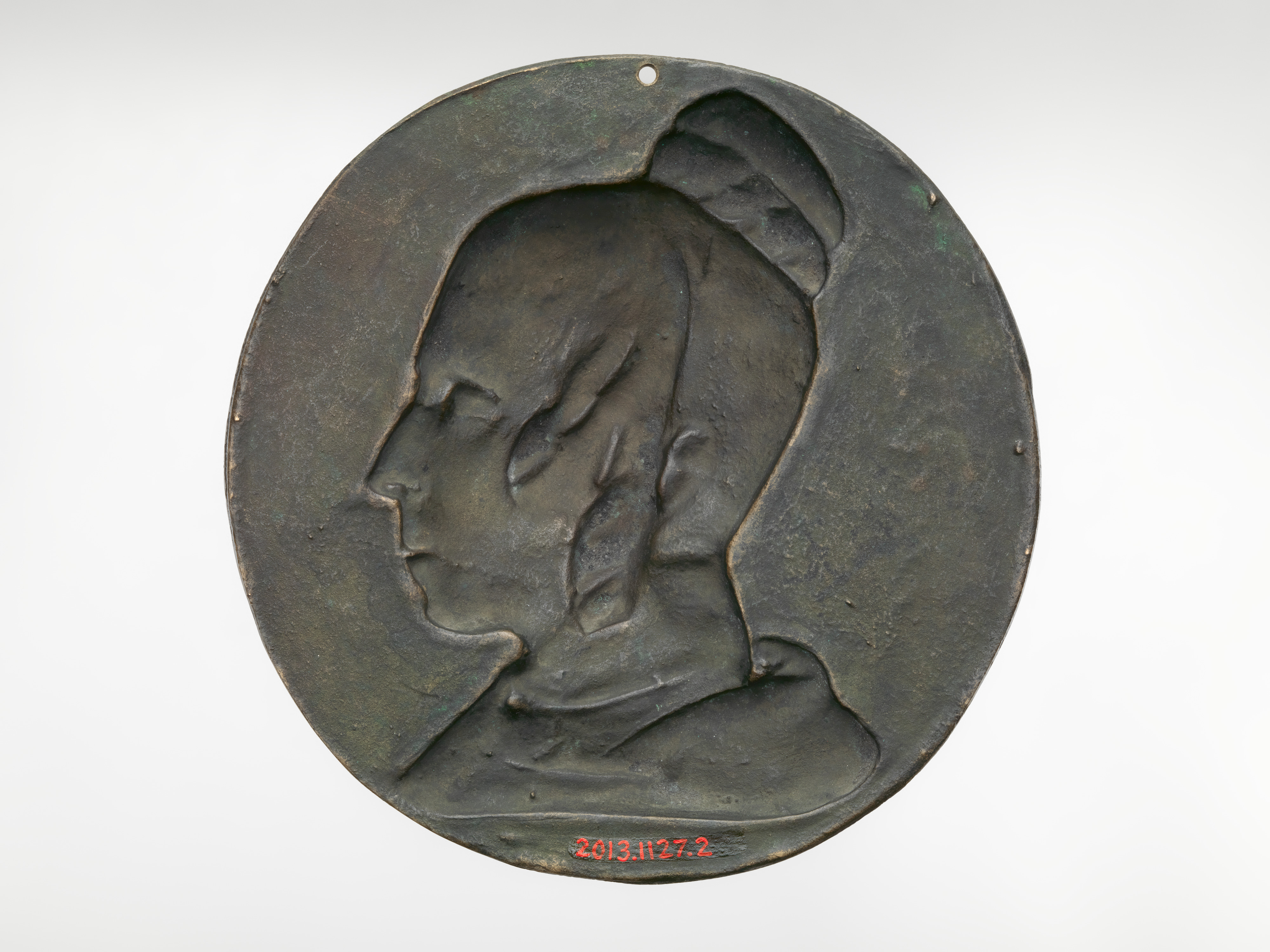
Mélanie Waldor (1835).
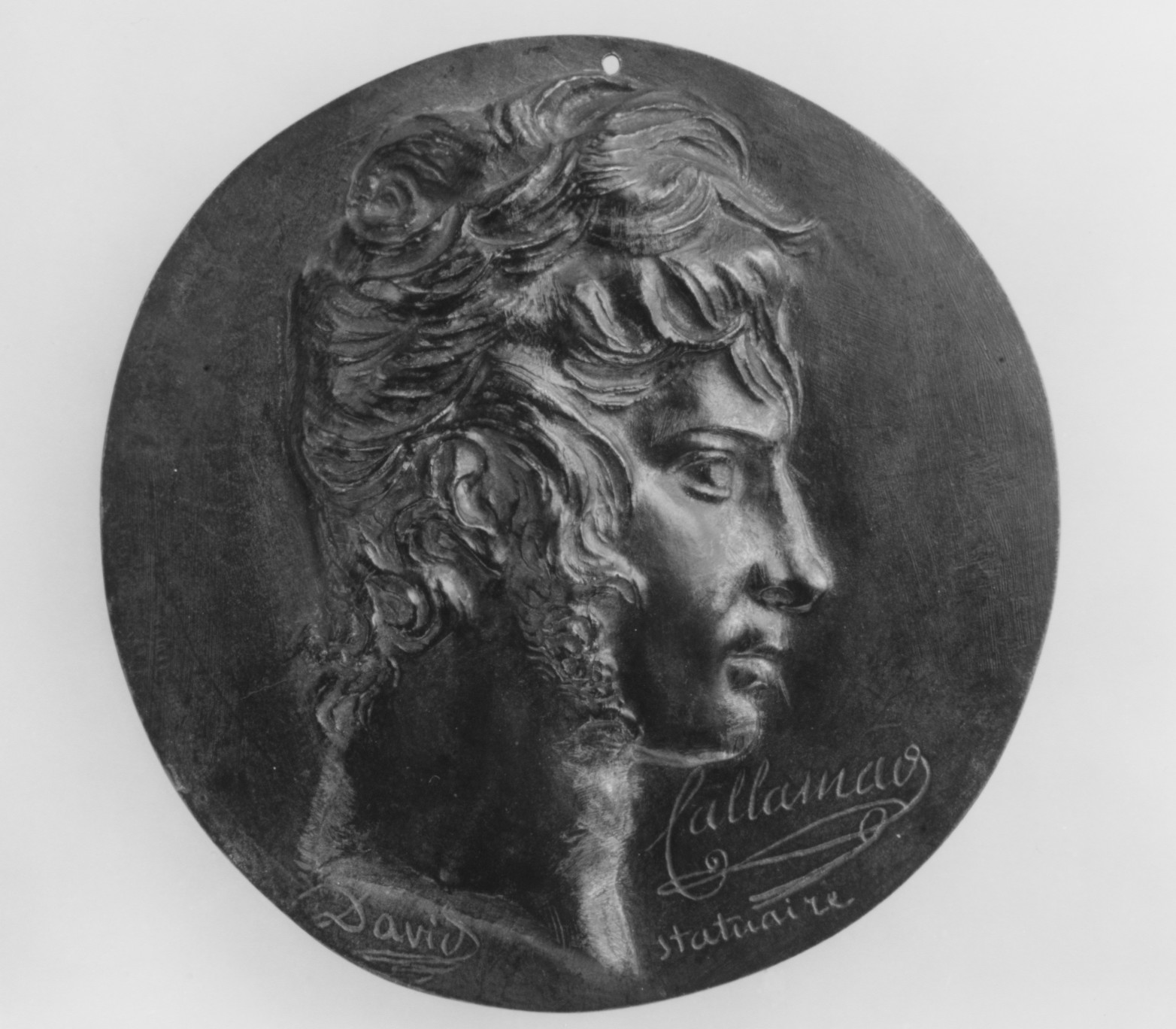
Charles Antoine Callamard (vers 1850).

### Allemagne
- Dresde : Portrait de Gœthe, buste.

### Belgique
- Arlon, musée Gaspar, Tête d'homme, médaillon 13,5 cm diamètre, 3,5 cm épaisseur[8].

### France

#### Angers

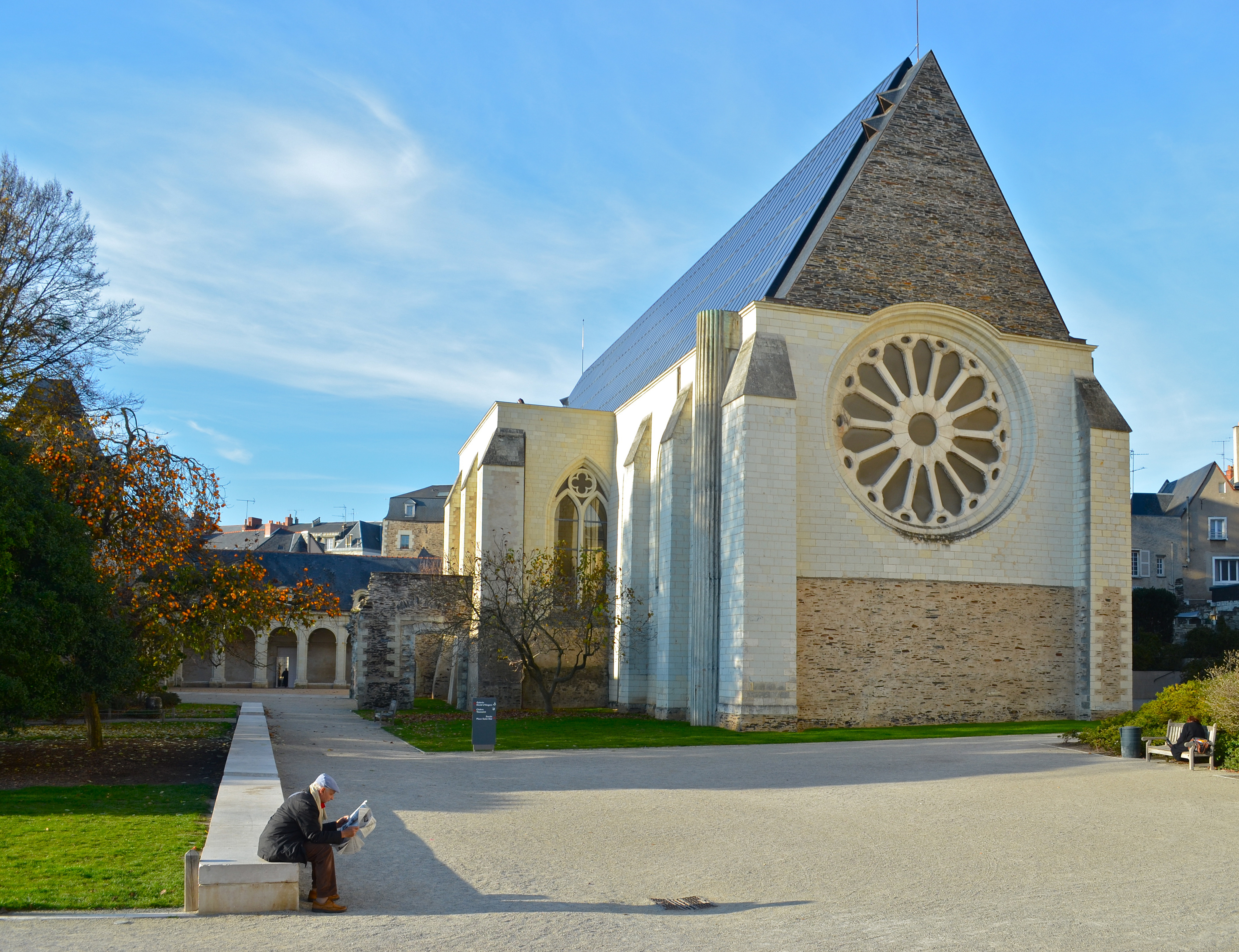
Vestiges de l'abbaye Toussaint à Angers abritant le Musée David d'Angers.

Après avoir été accueillie pendant plus de cent cinquante ans dans le réfectoire du musée des Beaux-Arts d'Angers, la galerie David d'Angers a été transférée en 1984 dans l'abbaye Toussaint d'Angers entièrement restructurée. C'est dans ce lieu lumineux que sont présentés au public 23 statues monumentales, le modèle en plâtre du fronton du Panthéon de Paris, 44 bustes et une centaine de médaillons.
La Galerie à Angers expose la plupart des sculptures sous forme de plâtres d’atelier, qui sont l'étape préparatoire à l'œuvre définitive, celle-ci étant coulée en bronze, sculptée en marbre ou en pierre.
Plus de 1 300 lettres de la correspondance active et passive de David d’Angers, quelques ouvrages de sa bibliothèque dédicacés par Victor Hugo, Alfred de Vigny, Charles Nodier, etc. ainsi que près d'un mètre de ses archives (brouillons d'articles, notes diverses sur ses chantiers, médaillons et sculptures) sont conservées à la bibliothèque municipale d’Angers. Les trois-quarts de ce fonds sont numérisés et consultables sur le portail Commulysse.

Statues de la galerie David d'Angers
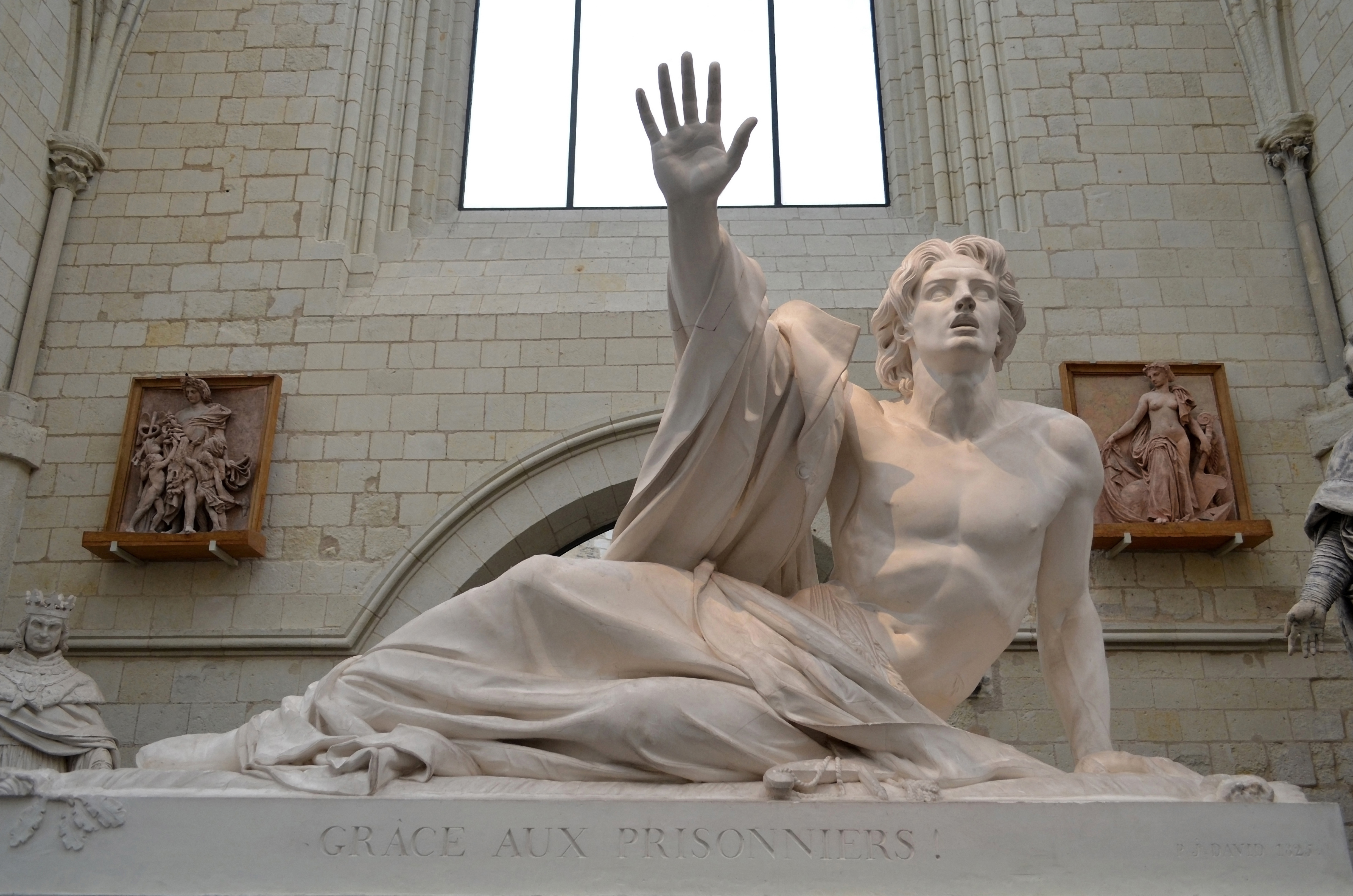
Charles de Bonchamps.
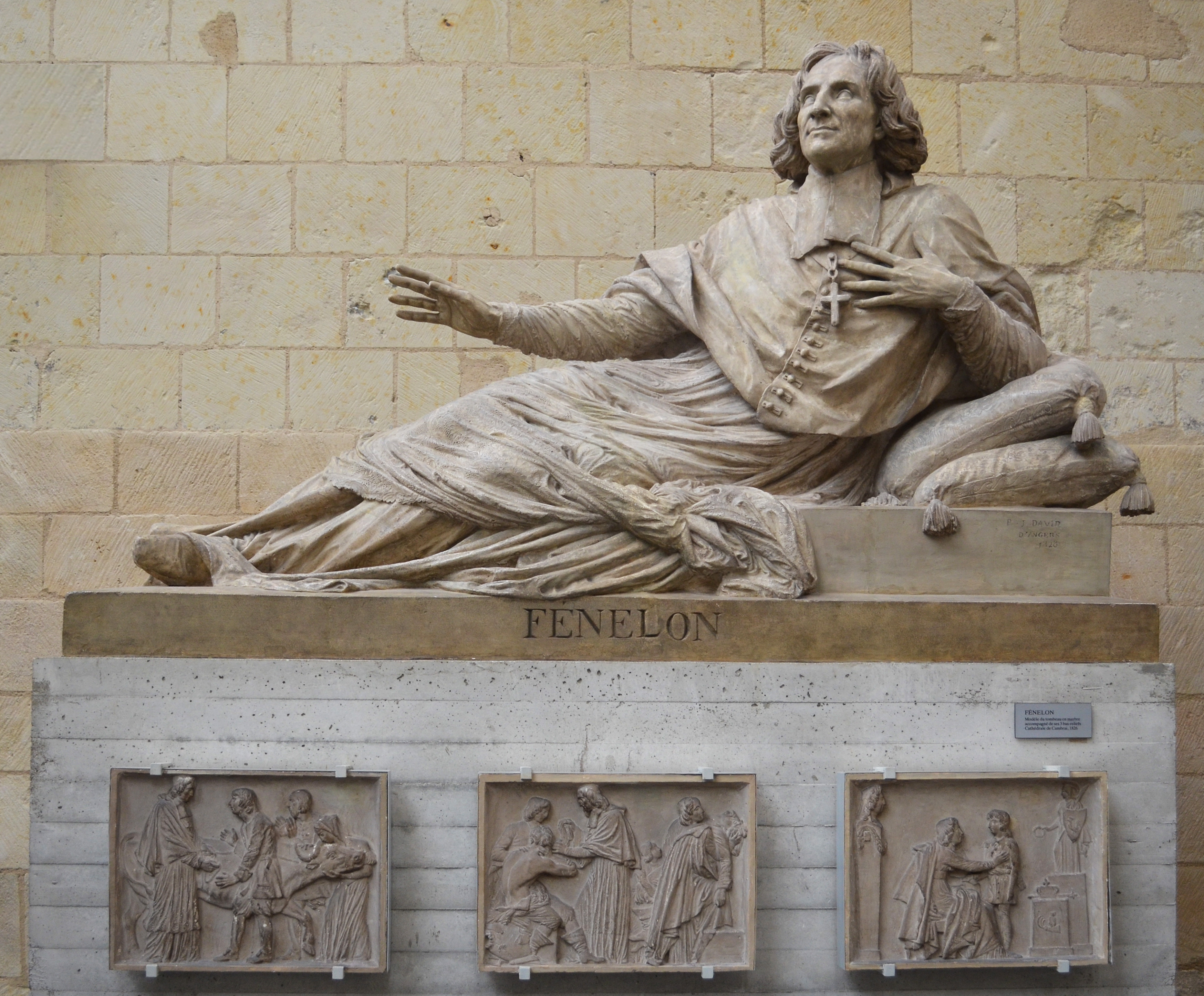
Fénelon.
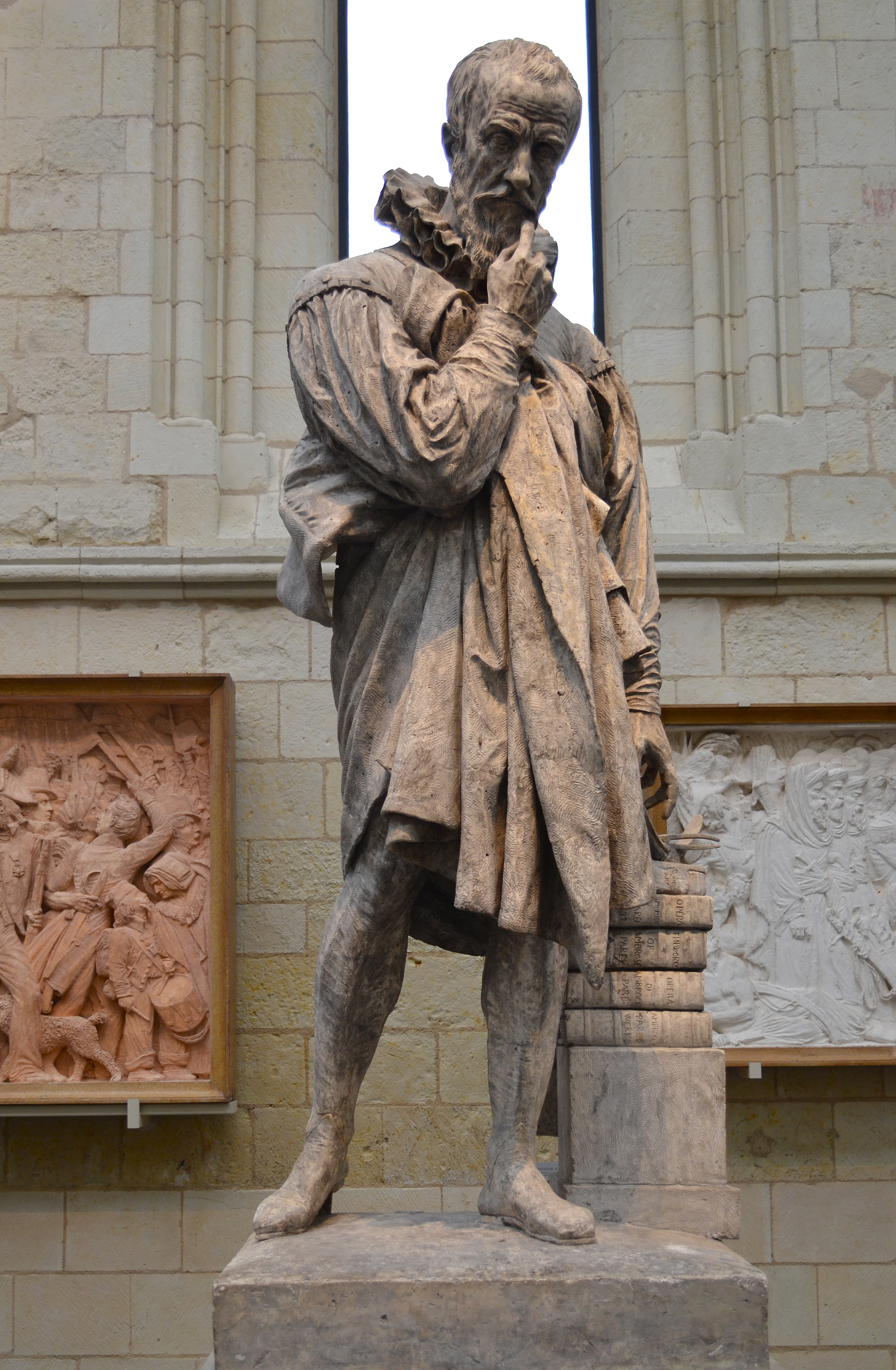
Ambroise Paré.
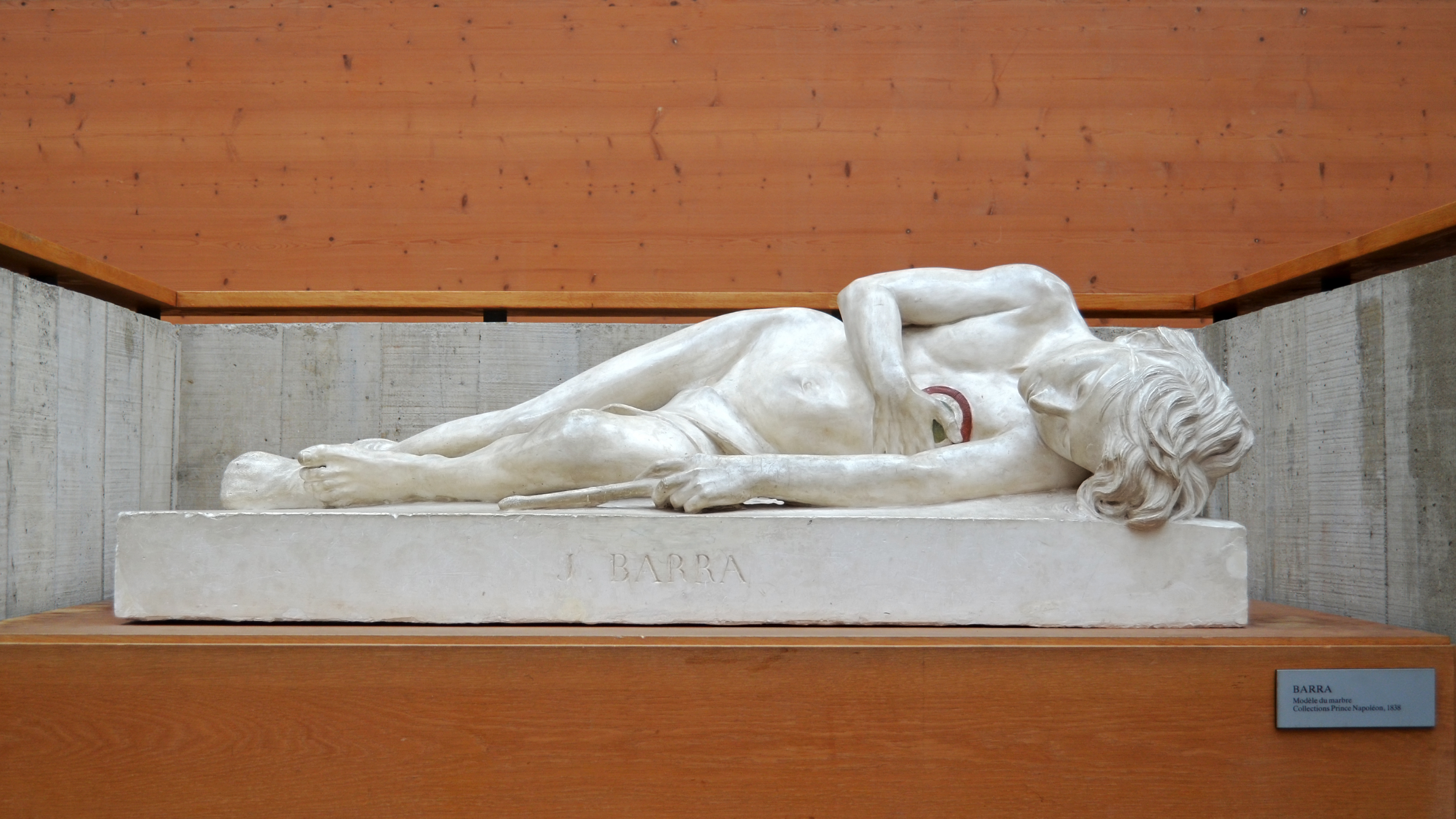
Joseph Bara.
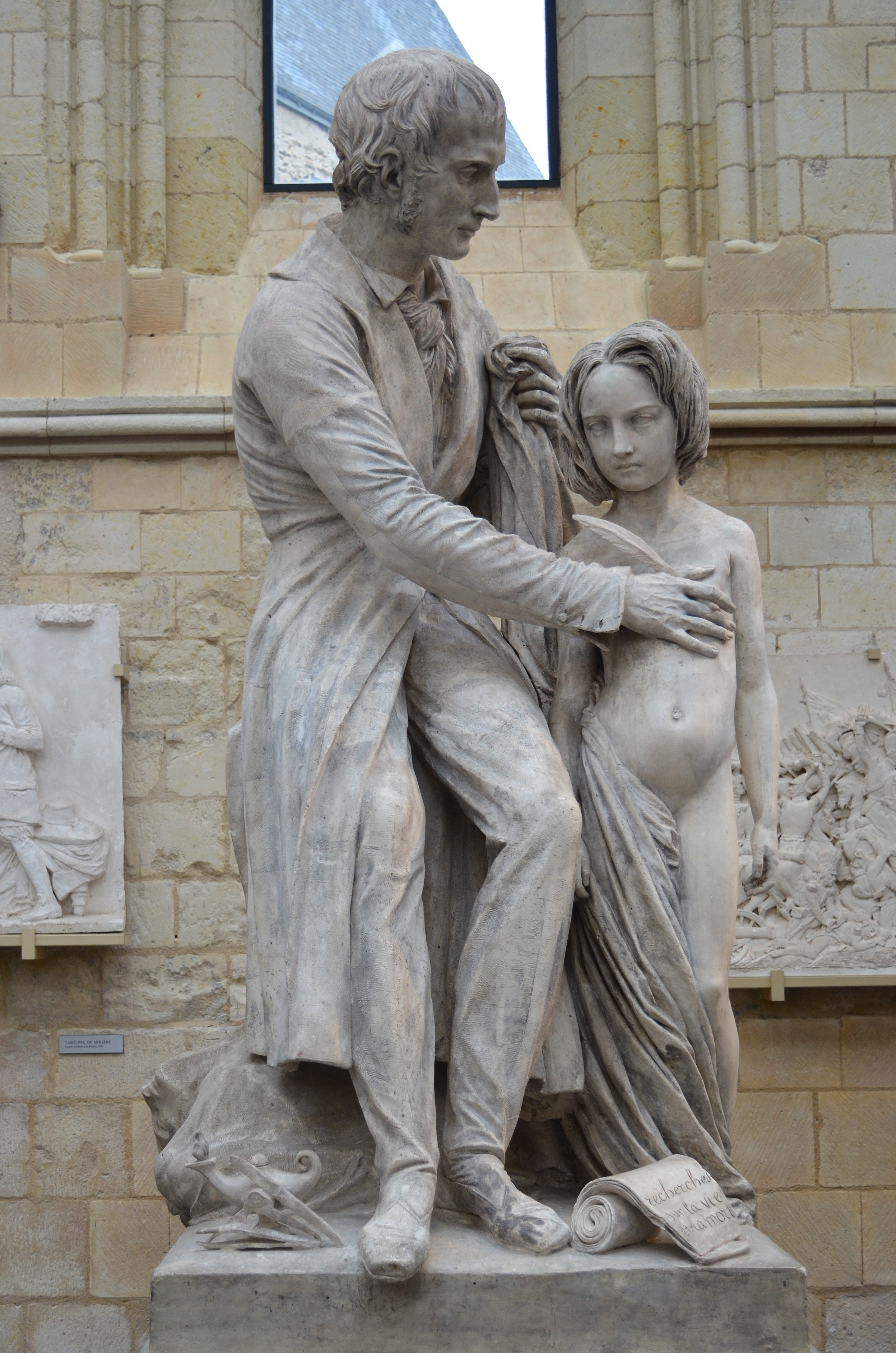
Xavier Bichat
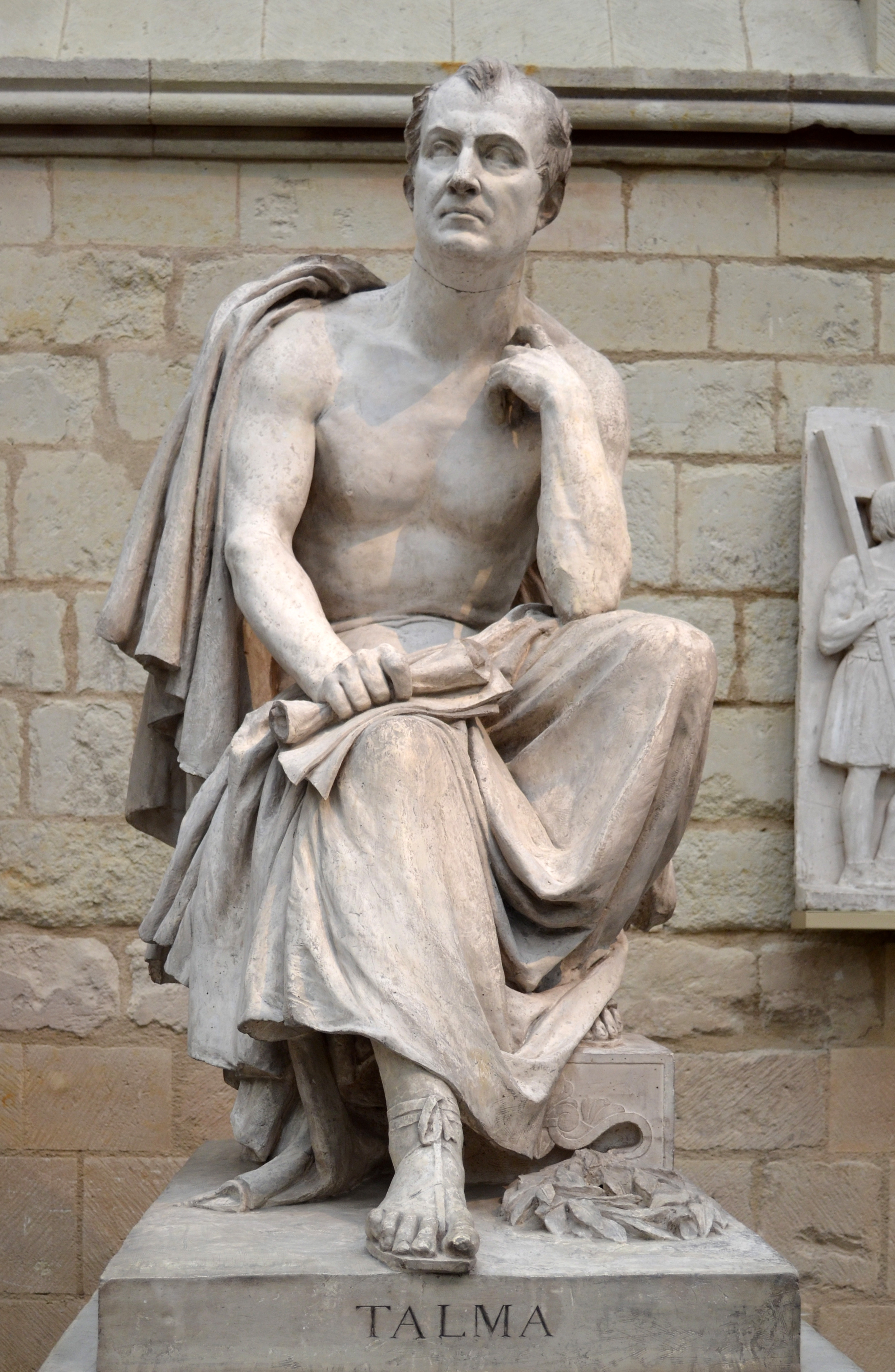
L'acteur Talma
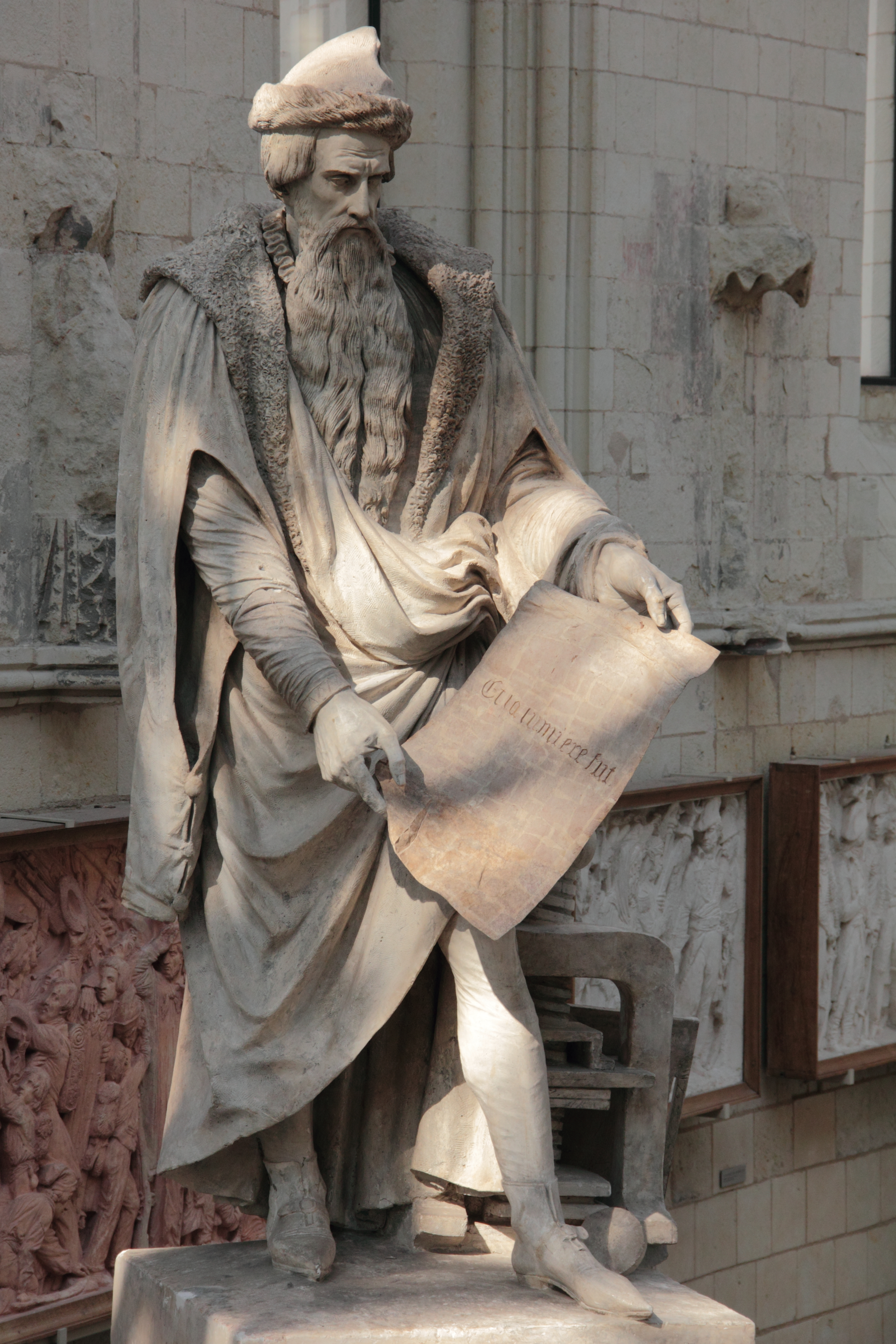
Gutenberg

Galerie des hommes illustres
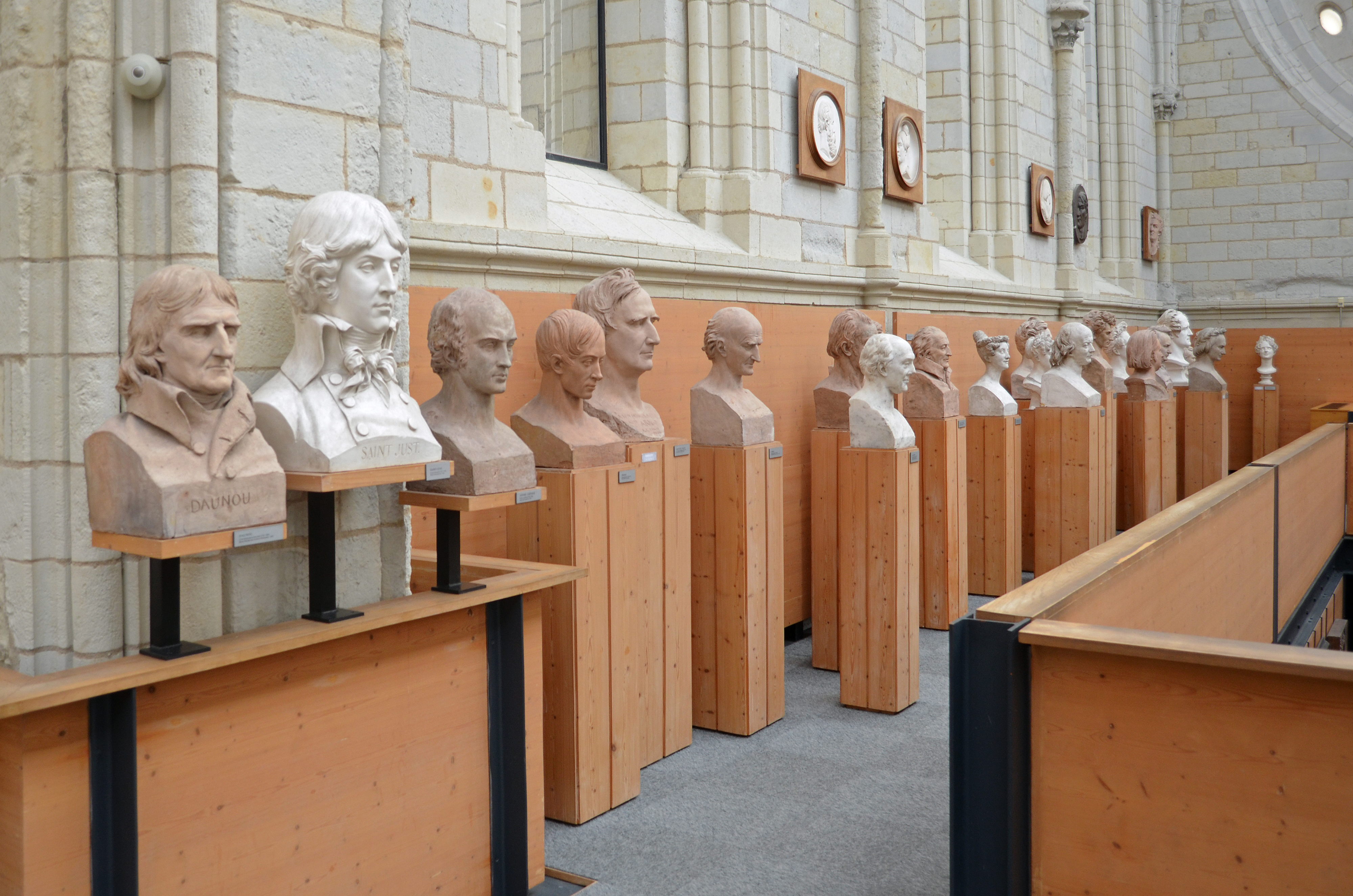
Vue d'ensemble.
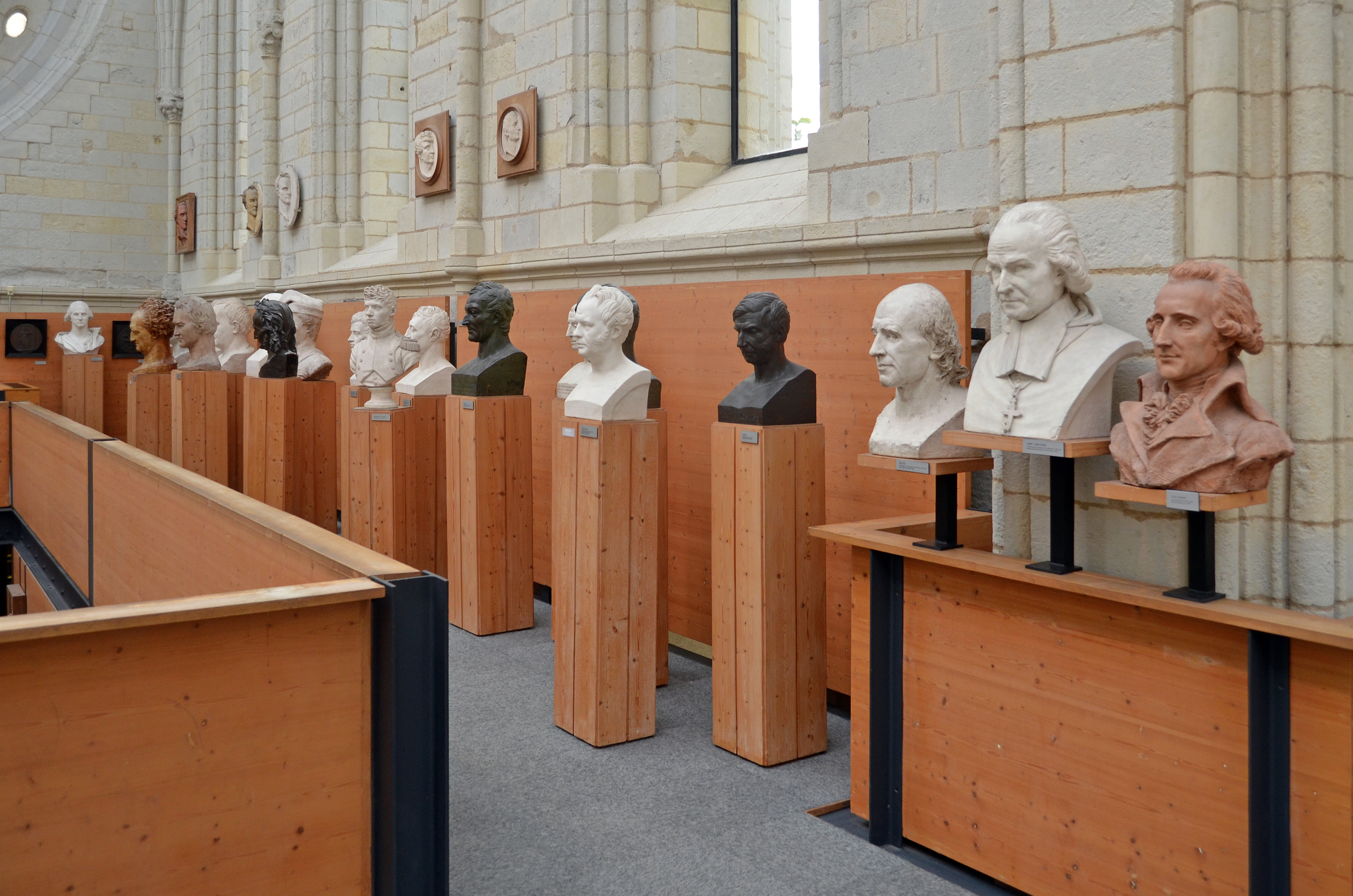
Vue d'ensemble.
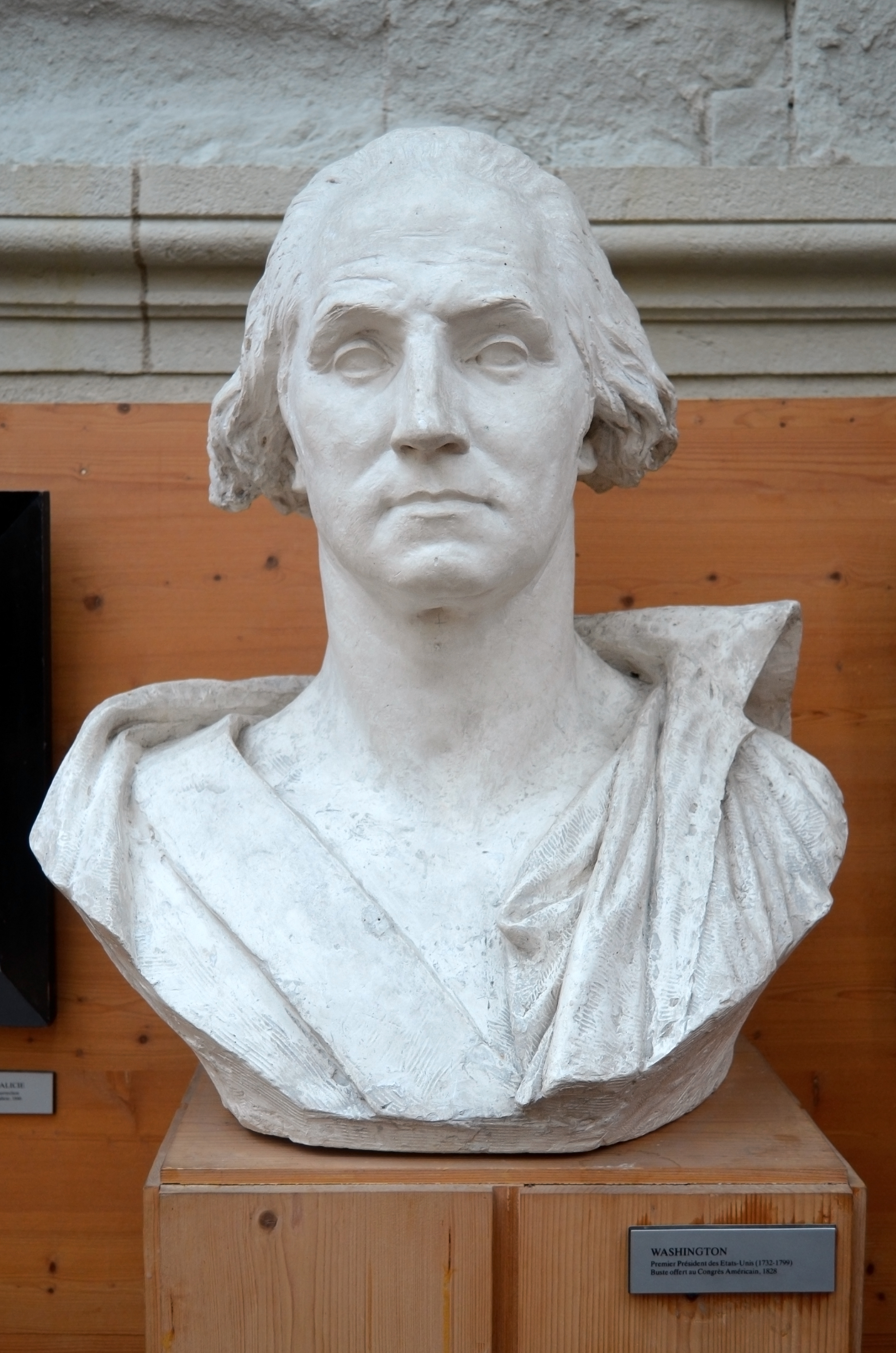
George Washington (1828)
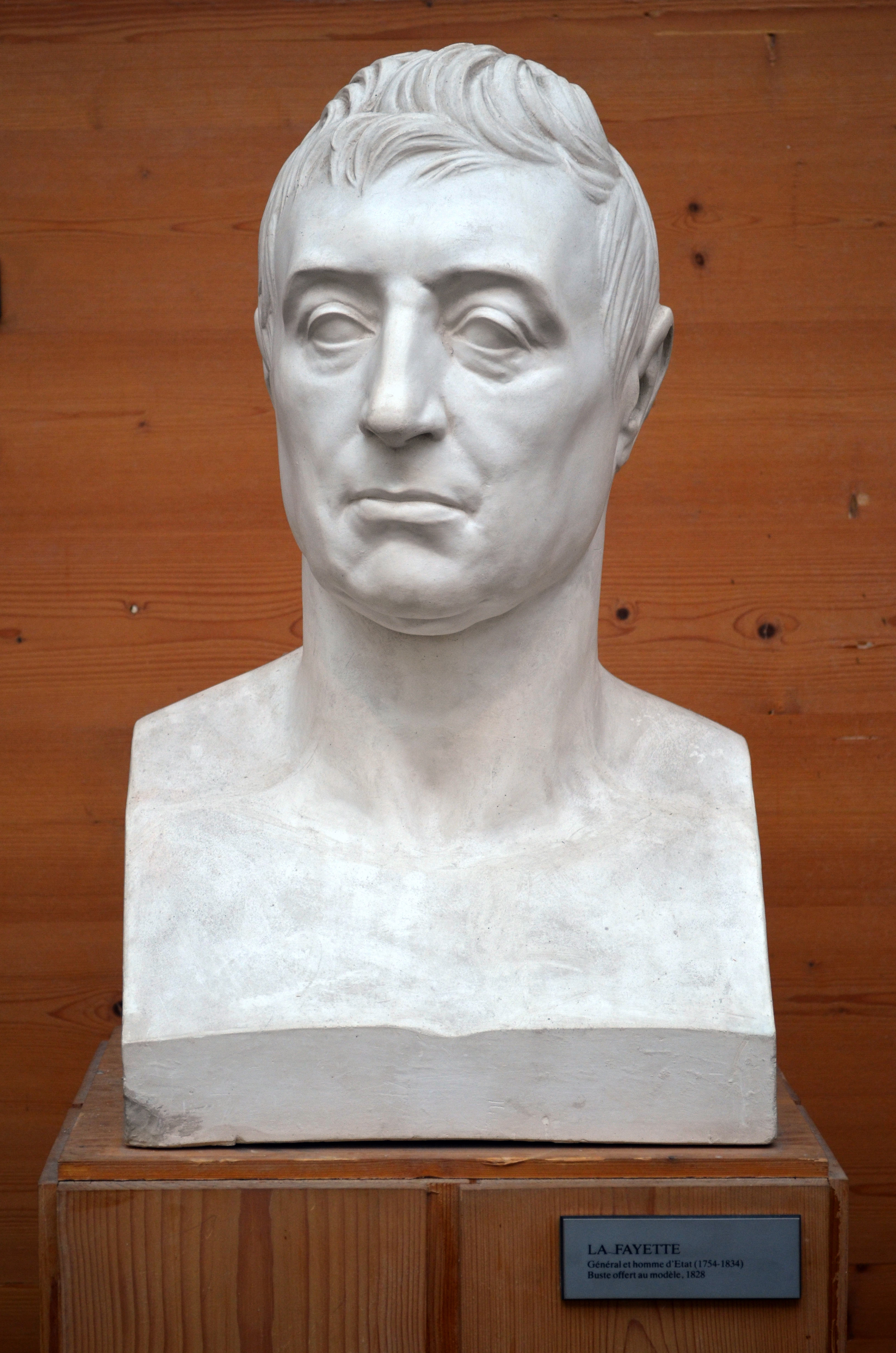
Gilbert du Motier, marquis de Lafayette (1828).
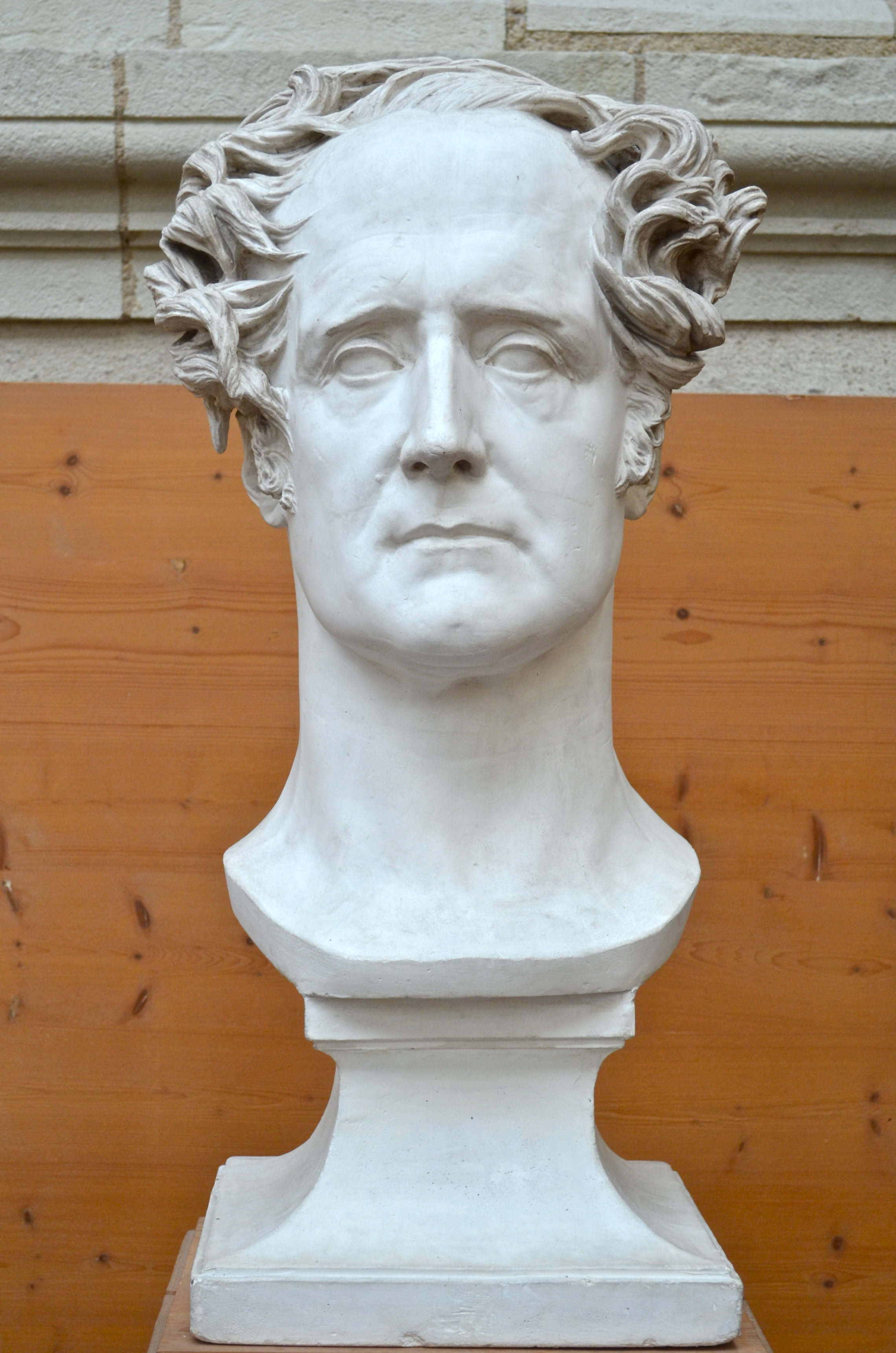
François-René de Chateaubriand (1829).
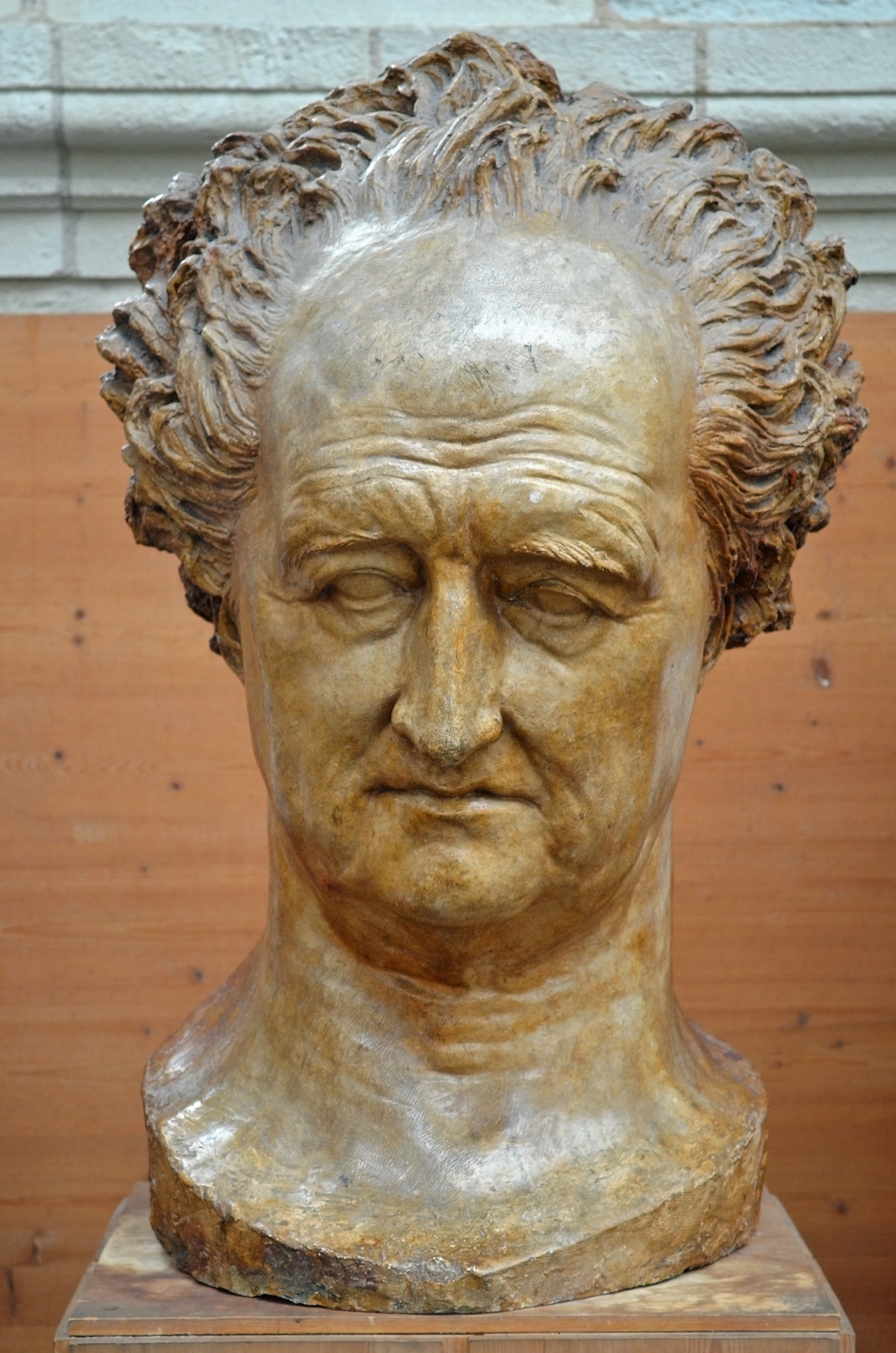
Johann Wolfgang von Goethe (1829).
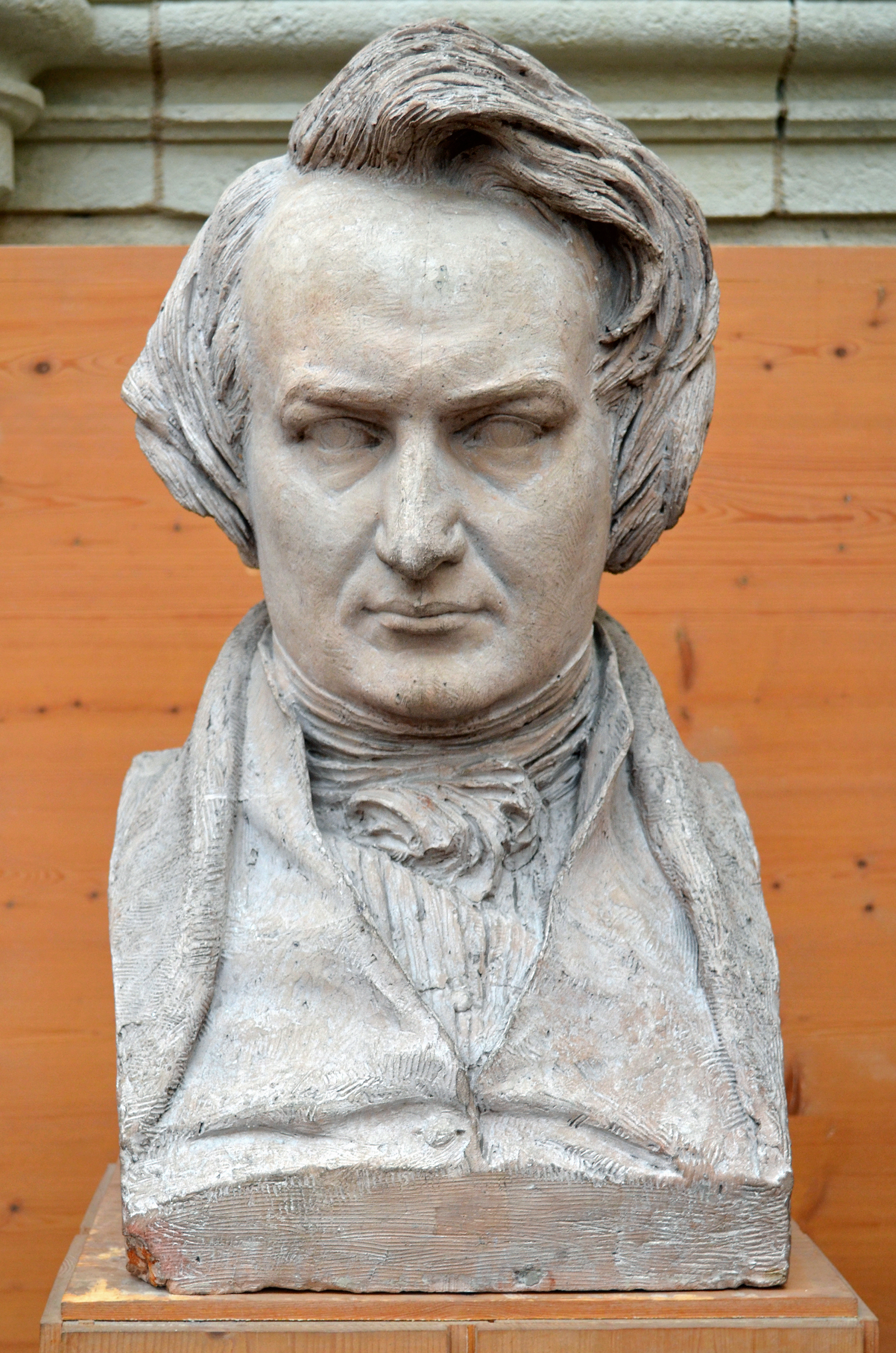
Victor Hugo (1837).
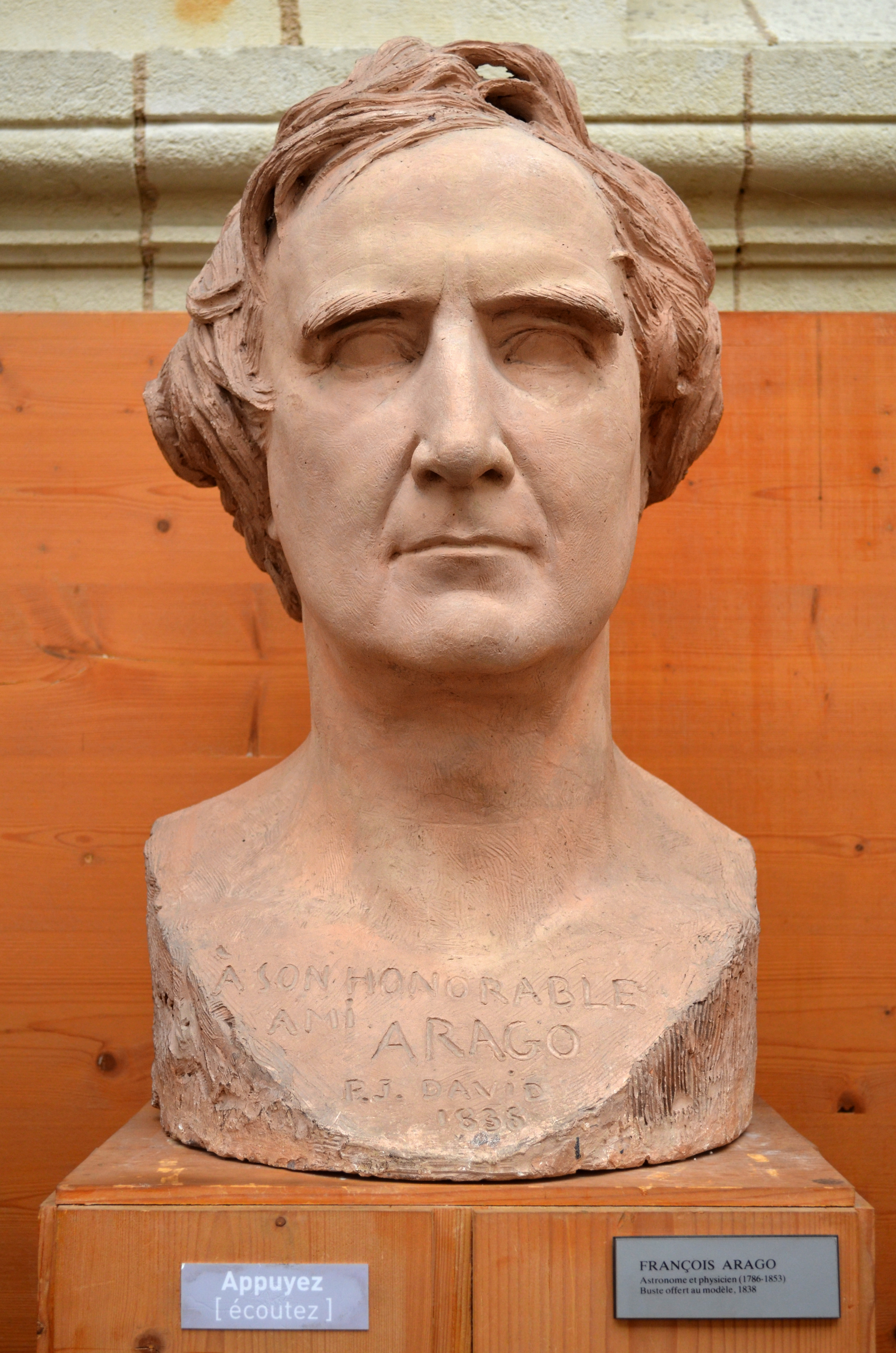
François Arago (1838).
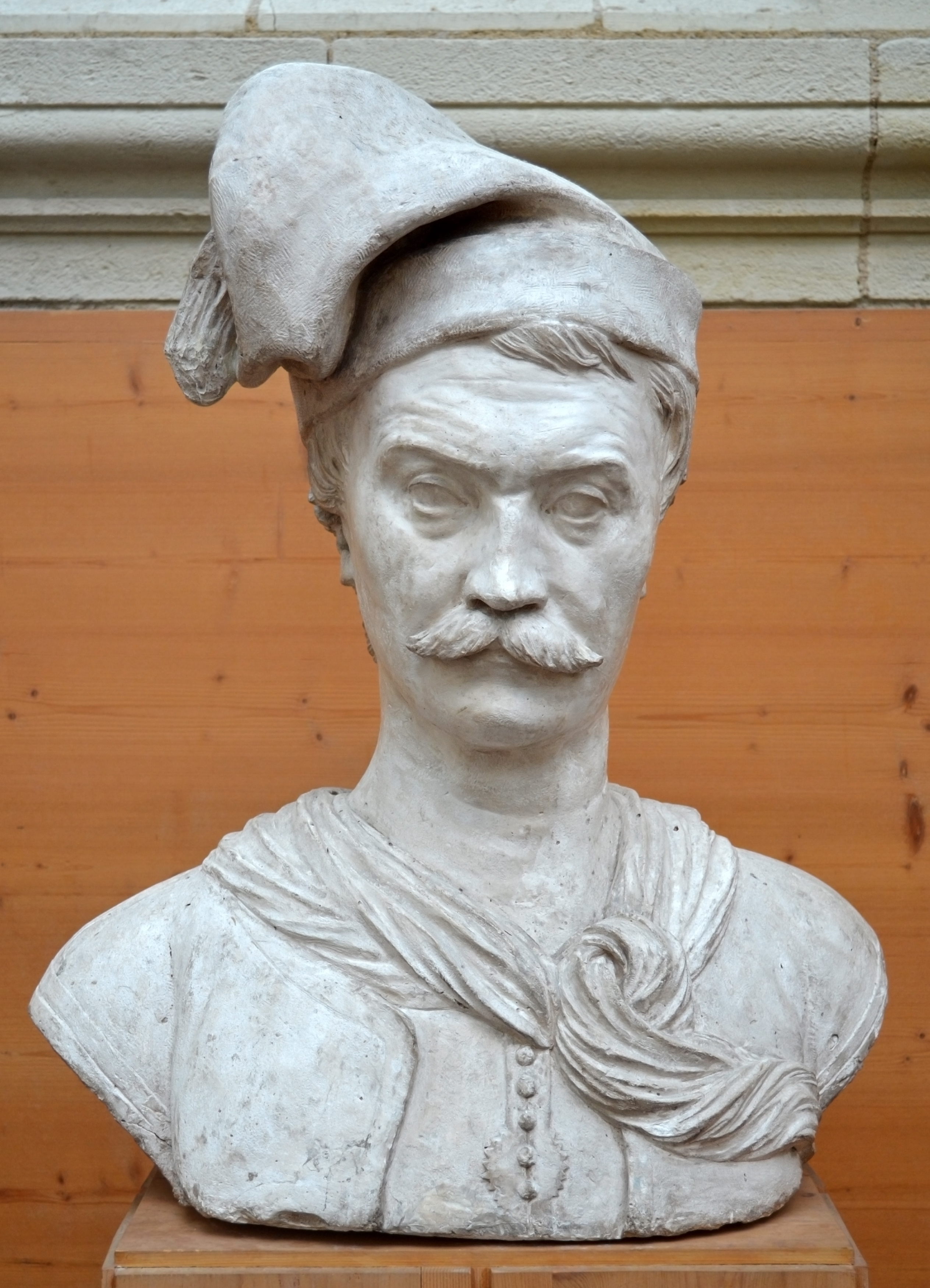
Konstantínos Kanáris (1852).

#### Paris

##### Cimetière de Montmartre
- Laure Junot d'Abrantès, médaillon ;
- Marceline Desbordes-Valmore, médaillon.

##### Cimetière du Montparnasse
- François Pouqueville (1838), médaillon ornant la stèle en marbre du tombeau.

##### Cimetière du Père-Lachaise
- François Arago, vers 1839, buste en bronze signé (4e division) ;
- Honoré de Balzac, buste en bronze (48e division) ;
- Thomas Pierre Baraguey, médaillon en marbre (29edivision) ;
- Pierre-Jean de Béranger, 1827, médaillon en bronze signé et daté (28e division) ;
- Ludwig Börne, 1842, bas-relief en bronze signé et daté, buste en bronze (19e division) ;
- Edmond de Bourke, 1826, bas-relief en marbre (39e division) ;
- Pierre Daunou, 1840, médaillon en bronze signé et daté (28e division) ;
- Pierre Louis Dulong, médaillon en bronze signé et daté (8e division) ;
- Maximilien Sébastien Foy, 1831, monument funéraire, reliefs, statue signée (28e division) ;
- Jacques Nicolas Gobert, monument funéraire, groupe équestre, reliefs (37e division) ;
- Étienne Geoffroy Saint-Hilaire, médaillon en bronze signé et daté (19e dDivision) ;
- Joseph Louis Gay-Lussac, médaillon en bronze signé (26e division) ;
- Louis-Jérôme Gohier, médaillon en marbre (10e division) ;
- Jacques-Antoine Manuel, 1827, médaillon en bronze (28e division) ;
- Laurent de Gouvion-Saint-Cyr, statue en marbre (37e division) ;
- Samuel Hahnemann, buste en bronze signé (19e division) ;
- François Joseph Lefebvre, médaillon et statues en marbre (28e division) ;
- Népomucène Lemercier, médaillon en marbre (30e division) ;
- Louis Poinsot, 1843, médaillon en pierre (4e division) ;
- Jean Reynaud, médaillon en bronze (72e division) ;
- Louis-Gabriel Suchet, 1828, bas-relief en marbre signé et daté et buste en marbre (39e division) ;
- Ennius Quirinus Visconti, buste en marbre (4e division).

Monuments funéraires à Paris, au cimetière du Père-Lachaise
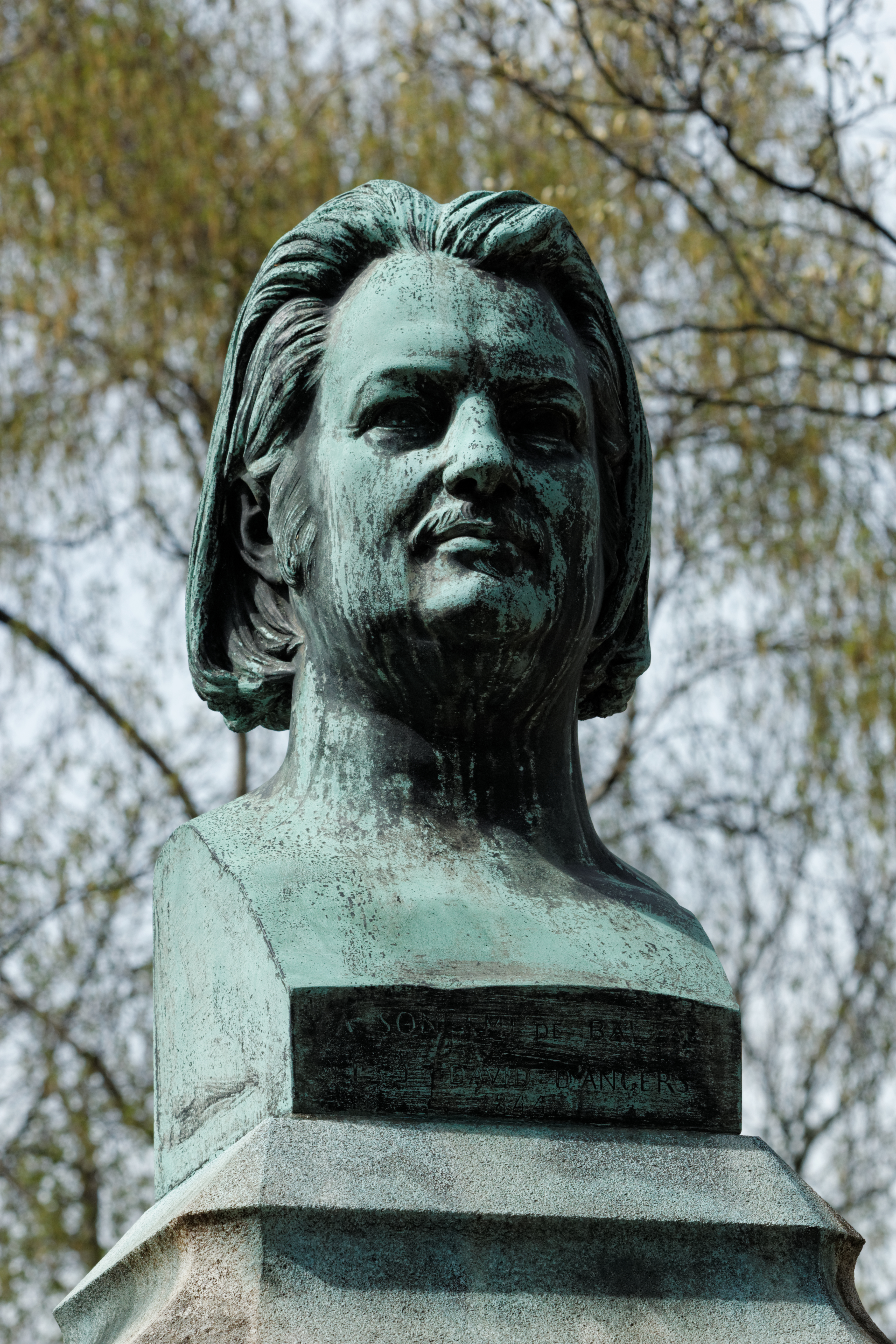
Buste d’Honoré de Balzac.
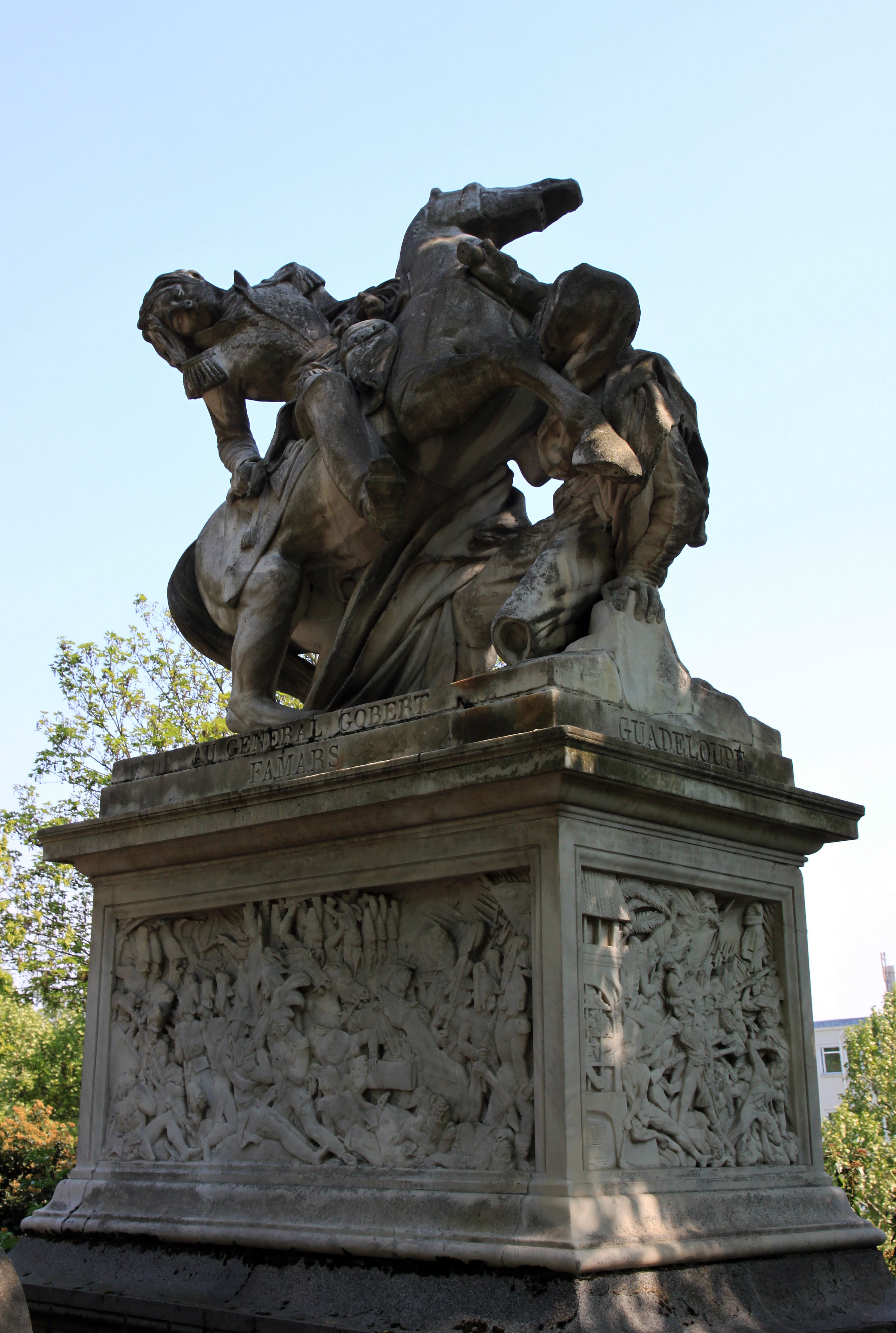
Tombe du général Jacques Nicolas Gobert.

##### Musée des monnaies, médailles et antiques (Bibliothèque nationale de France)
Plus de cent vingt pièces : médaillons en bronze, plâtres originaux et moules originaux.

##### École nationale supérieure des beaux-arts
- Portrait d’Alphonse de Gisors (1796-1866), 1827, médaillon en bronze ;
- Portrait de François Marius Granet (1775-1849), 1827, médaillon en bronze ;
- Portrait d’Augustin Thierry (1795-1856) (1828, médaillon en bronze ;
- Portrait de Louis David (1748-1825), 1828, médaillon en plâtre ;
- Portrait de Prosper Mérimée (1803-1870), 1828, médaillon en bronze ;
- Portrait de Théodore Géricault (1791-1824), 1830, médaillon en bronze ;
- Portrait de Léon Cogniet (1794-1880), 1831, médaillon en bronze ;
- Portrait d’Alfred de Musset (1810-1857), 1831, médaillon en bronze ;
- Portrait de Paul Delaroche (1797-1856), 1832, médaillon en bronze ;
- Portrait de Michel Martin Drölling (1786-1851), 1832, médaillon en bronze ;
- Portrait de George Sand (1804-1876), 1833, médaillon en bronze ;
- Portrait de Marceline Desbordes-Valmore (1786-1859), 1852, médaillon en bronze.

##### musée Carnavalet
- Portrait de Jean-Jacques Champin (1796-1860), médaillon en bronze.

##### musée de la franc-maçonnerie
- Marianne, 1837.

##### musée du Louvre
- La Réception du duc d’Angoulême aux Tuileries, 1827, bas-relief, esquisse en terre cuite[11] ;
- L’Enfant à la grappe, 1845, statue en marbre[12] ;
- Armand Carrel (1800-1836), 1839, statue en bronze[13] ;
- Le Général Bonchamps, 1824, statuette en bronze[14] ;
- Portrait de François Arago (1786-1853), 1839, buste en marbre[15] ;
- Portrait de Georges Cuvier (1769-1832), 1833, buste en marbre[16] ;
- Portrait d’Ennius Quirinus Visconti (Rome, 1751-Paris, 1818), 1853, buste en marbre[17] ;
- Gilbert, bas-relief, esquisse pour un tombeau, terre cuite[18] ;
- La Liberté (1839), statuette, bronze[19] ;
- Philopœmen blessé (1837), statue, marbre, érigé en 1837 dans le jardin des Tuileries[20] ;
- Thomas Jefferson (1743-1826) (1833), statuette, esquisse en bronze[21].
- Victoire devant un trophée d’armes européennes (vers 1823), bas-relief, terre cuite[22] ;
- Victoire devant un trophée d’armes orientales (vers 1823), bas-relief, terre cuite[23].

Œuvres de David d'Angers au musée du Louvre à Paris
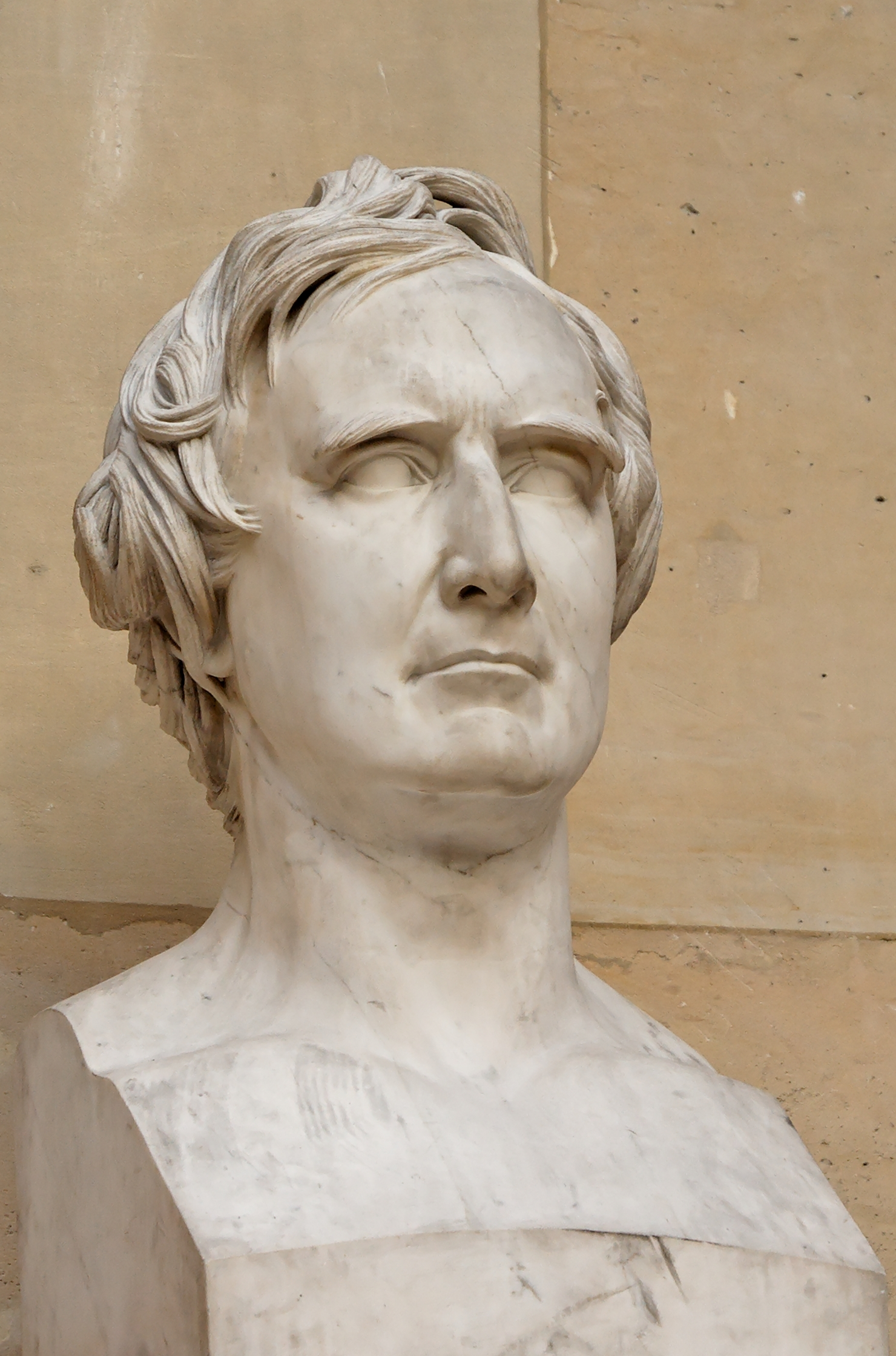
Portrait de François Arago.
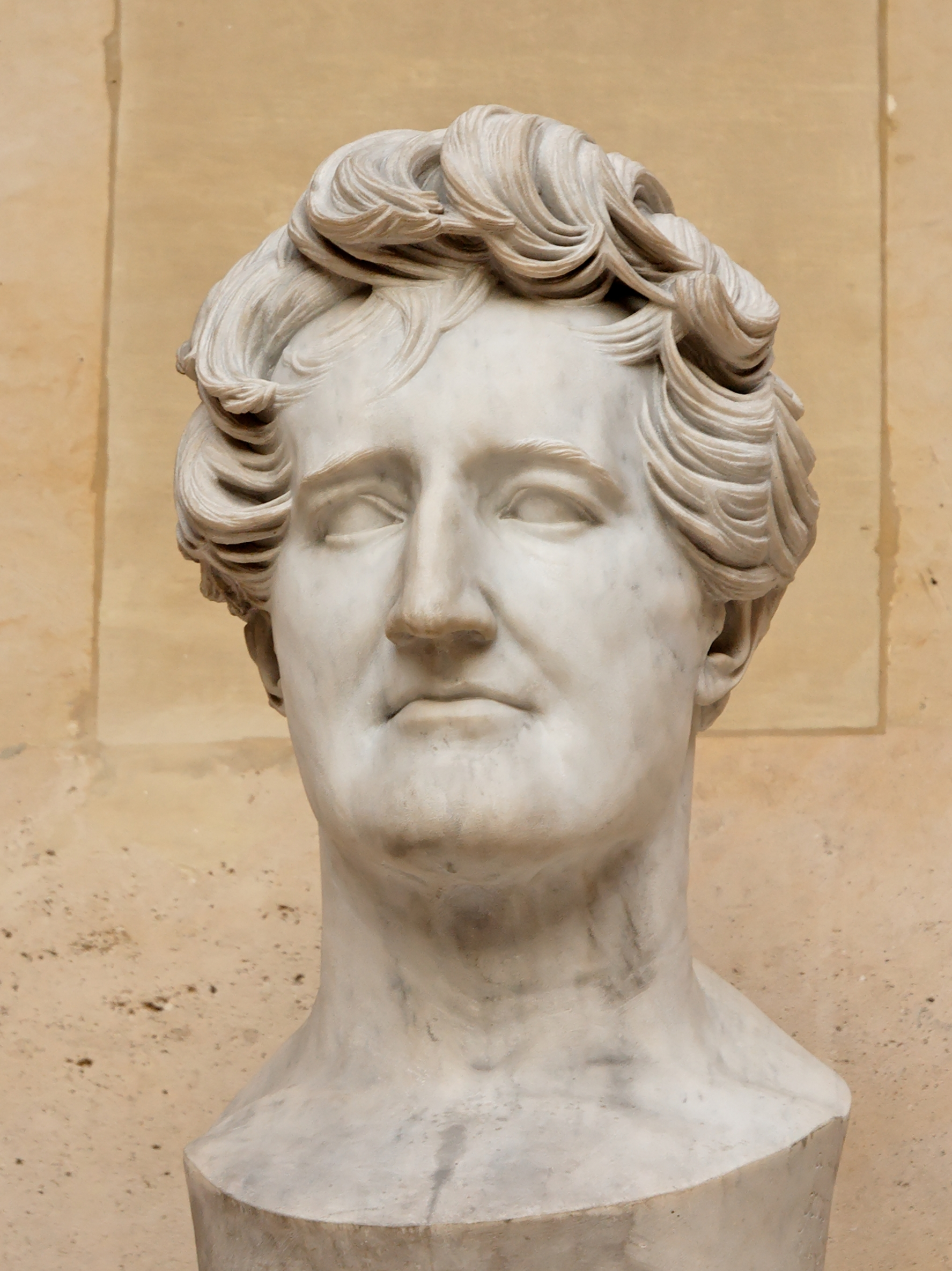
Buste de Georges Cuvier.
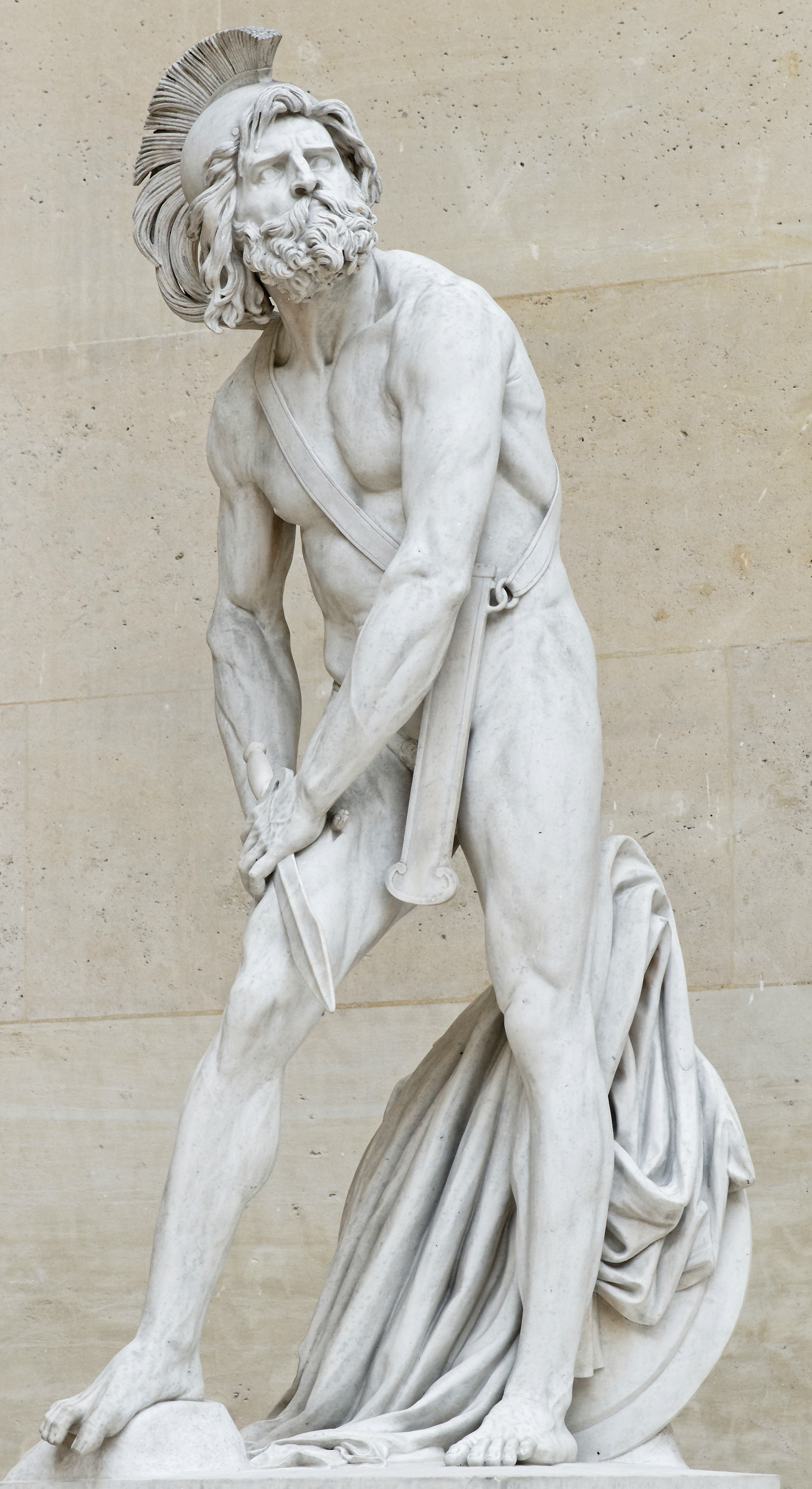
Philopœmen blessé.

##### musée d'Orsay
- Johann Wolfgang von Goethe, 1831.

##### musée de la vie romantique
- Mademoiselle Mars, 1825, buste en biscuit ;
- Mademoiselle Mars, 1833, médaillon en bronze ;
- Eugène Delacroix pictor, 1828, médaillon en bronze ;
- Victor Hugo, 1828, médaillon en bronze ;
- Ary Scheffer, 1828, médaillon en bronze ;
- Augustin Thierry, 1828, médaillon en bronze ;
- Johann Wolfgang von Goethe, 1828, médaillon en bronze ;
- Adam Mickiewicz, 1829, médaillon en bronze ;
- Delphine Gay, 1830, médaillon en bronze ;
- Alfred de Musset, 1831, médaillon en plâtre ;
- Marceline Desbordes-Valmore, 1832, médaillon en plâtre ;
- George Sand, 1833, médaillon en bronze ;
- Armand Carrel, 1839, médaillon en bronze ;
- Luigi Calamatta, 1843, médaillon en plâtre ;
- Béranger, 1843, médaillon en bronze.

##### Petit Palais
- Fonds de médaillons et sculptures[24].

##### Autres lieux publics parisiens
- Comédie-Française : Talma, statue.
- ex-Imprimerie nationale, rue de la Convention : Monument à Gutenberg, statue en bronze.
- Institut de France : Portrait de Visconti, buste.
- Jardin des Plantes : Georges Cuvier, statue.
- Maison de Balzac : Honoré de Balzac, buste.
- Panthéon, fronton : La Patrie couronnant les hommes célèbres, relief.
- Université Paris-Descartes : Xavier Bichat, 1857, statue.
- Val-de-Grâce : Larrey, statue.

Œuvres de David d'Angers à Paris
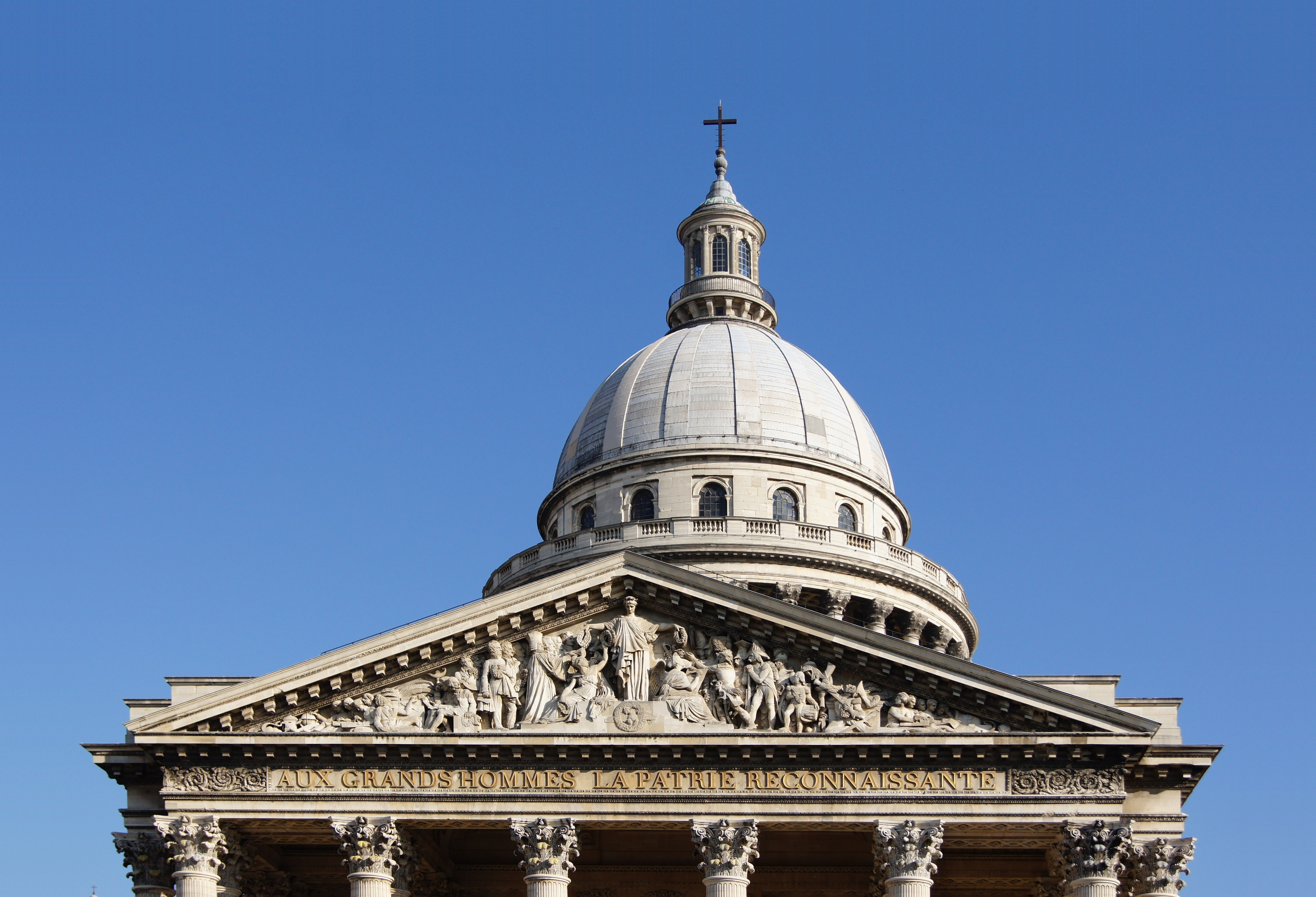
Aux grands hommes la patrie reconnaissante (1837), bas-relief du fronton du Panthéon.
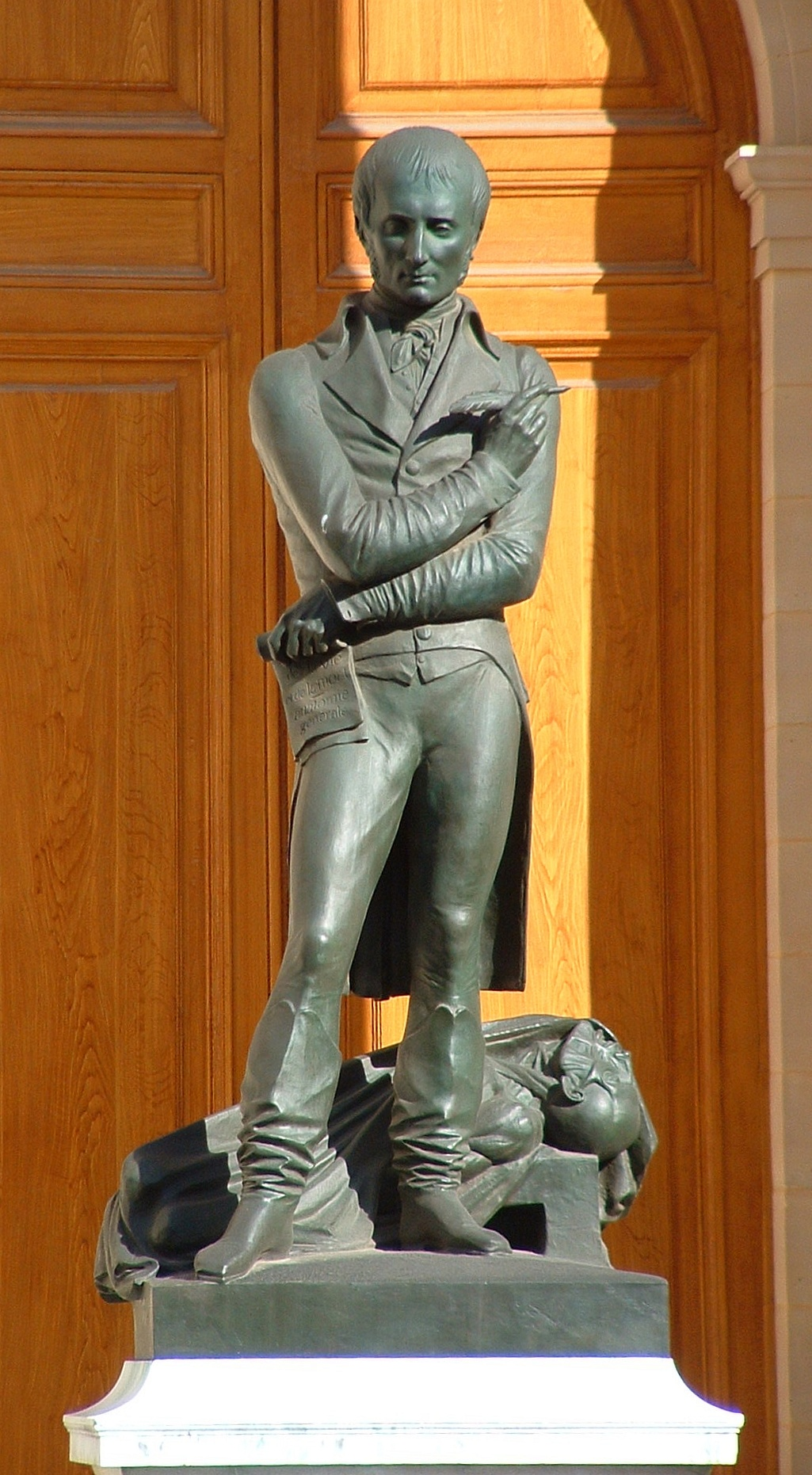
Statue de Xavier Bichat, université Paris-Descartes.
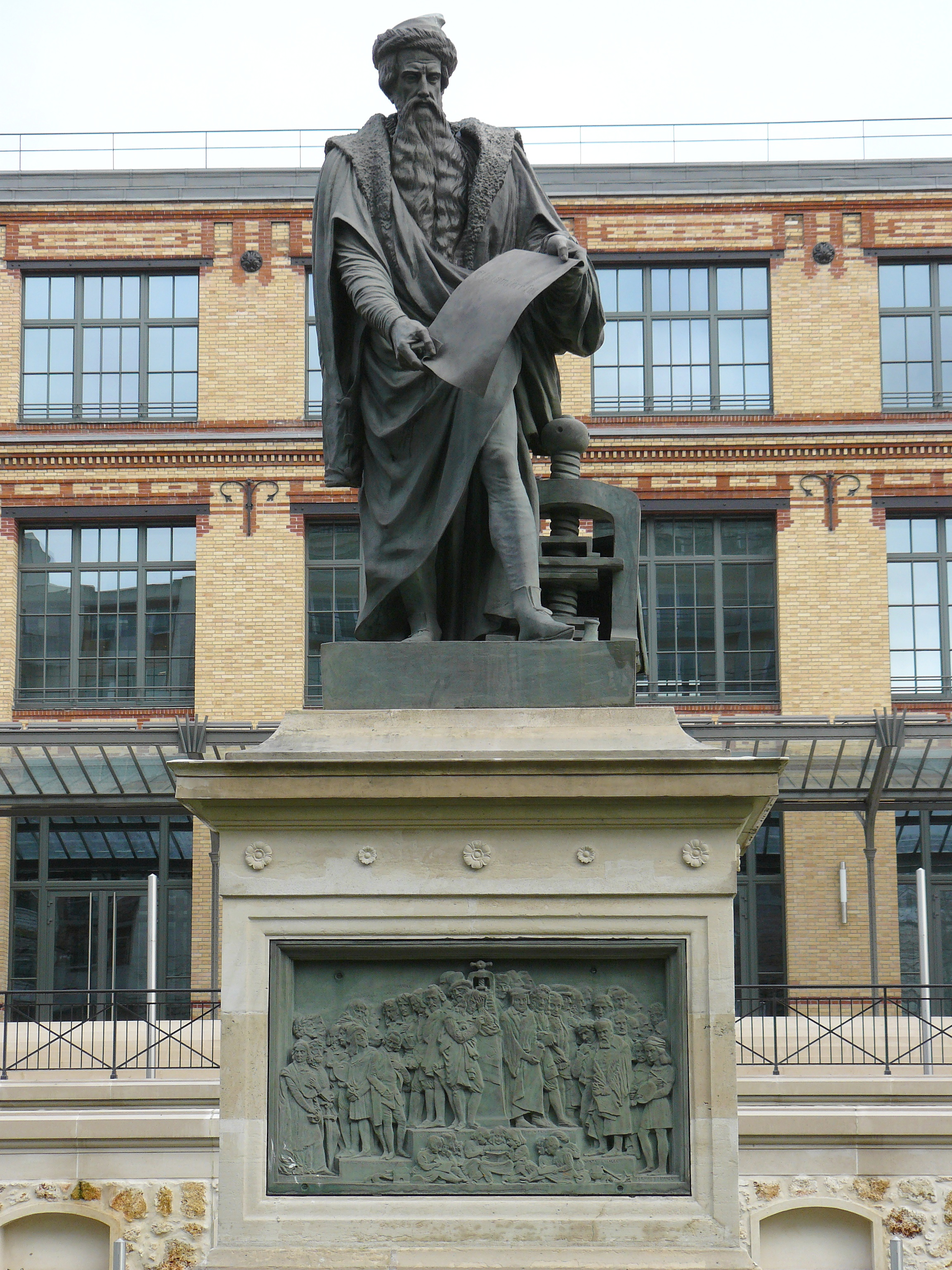
Monument à Gutenberg, ancienne Imprimerie nationale, rue de la Convention.

#### Rouen

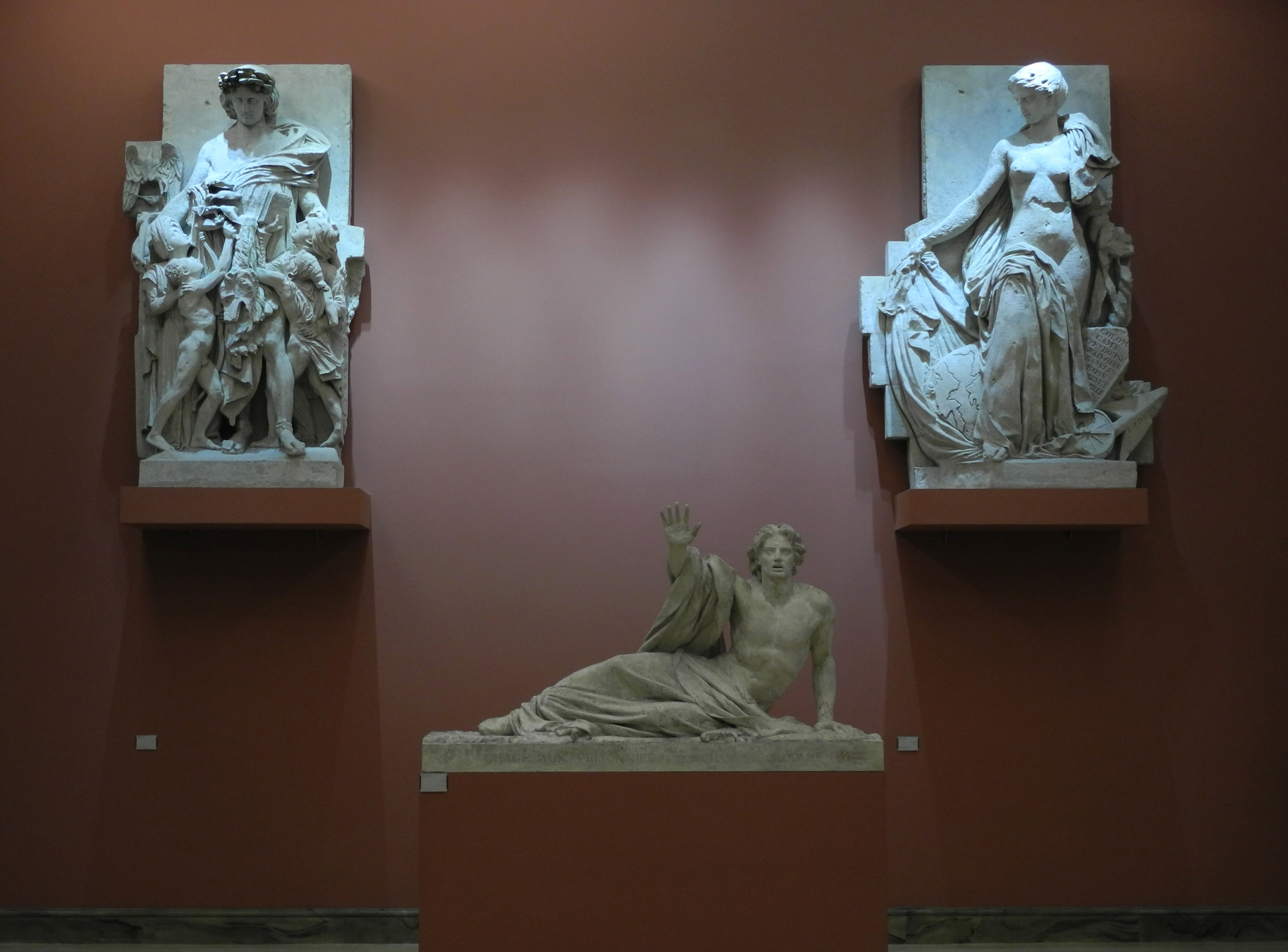
Le Commerce, La Navigation (1837) et Le Général Bomchamps (1822), musée des Beaux-Arts de Rouen.

- Parvis du théâtre des Arts : Pierre Corneille, statue[25].
- Musée des Beaux-Arts :
  - Le Général Bomchamps, 1822, plâtre original pour le Monument à Bonchamps[26] ;
  - La Navigation, 1837, haut-relief en pierre de Saint-Maximin ;
  - Le Commerce, 1837, haut-relief en pierre de Saint-Maximin.

#### Vizille
- Musée de la Révolution française : plusieurs médaillons en bronze dont notamment ceux de Saint-Just, Robespierre ou encore Condorcet. La statuette haute de 55 cm, La Liberté ou la République[27].

#### Autres villes françaises
- Aix-en-Provence : Le Roi René, statue, pierre. Sur le socle, un bas-relief représentant la bataille de Famars.
- Aurillac, place du Gravier : Monument à Sylvestre II, 1851, statue et bas-relief en bronze.
- Béziers, allée Paul Riquet : Monument à Pierre-Paul Riquet (1838), statue en bronze.
- Béziers, façade du théâtre : bas-reliefs et médaillons.
- Château de Brissac : Monument funéraire d'Élisabeth de Malide, vers 1820.
- Église de Brissarthe : Statue de Robert le Fort, ancêtre des capétiens.
- Boulogne-sur-Mer, haut de la Grande-Rue : Monument à Henri II, bronze, 1826.
- Cambrai, cathédrale Notre-Dame de Grâce : Monument funéraire à Fénelon, 1826.
- Cherbourg-en-Cotentin : Monument au colonel de Bricqueville , 1845, buste en bronze.
- Clamecy (Nièvre), Monument à Jean Rouvet.
- Dunkerque : Monument à Jean Bart, statue en bronze.
- Douai, Musée de la Chartreuse : Merlin de Douai, buste en marbre, 1835, inv. 669.
- Gray : Enfant à la grappe de raisin, gravure, 16 x 9 cm, musée Baron-Martin.
- La Ferté-Milon : Statue de Racine, statue.
- Laval : Monument à Ambroise Paré, statue, buste de Basile Horeau, 1834.
- Le Havre, boulevard de Strasbourg : Monument à Bernardin de Saint-Pierre, 1852, statue en bronze.
- Le Havre, boulevard de Strasbourg : Monument à Casimir Delavigne, 1852, statue en bronze.
- Montbéliard, place Saint-Martin : Monument à Georges Cuvier, 1832-1835, statue en bronze.
- Nancy, place Dombasle : Monument à Mathieu de Dombasle, 1850, statue en bronze.
- Nancy, cours Léopold : Monument au général Drouot, 1855, statue en bronze.
- Nemours, château-musée : La République brisant ses chaînes, 58 x 18 cm, n° inv. 2014.0.59[28].
- Saint-Jean-des-Mauvrets, château de Saint-Jean : fresques de la façade.
- Saint-Florent-le-Vieil, abbatiale : Le Pardon de Bonchamps, statue en marbre.
- Strasbourg, place Gutenberg : Statue de Johannes Gutenberg, 1839, statue en bronze.
- Verneuil-sur-Avre, église de la Madeleine : Cénotaphe du comte de Frotté.

Œuvres de David d'Angers
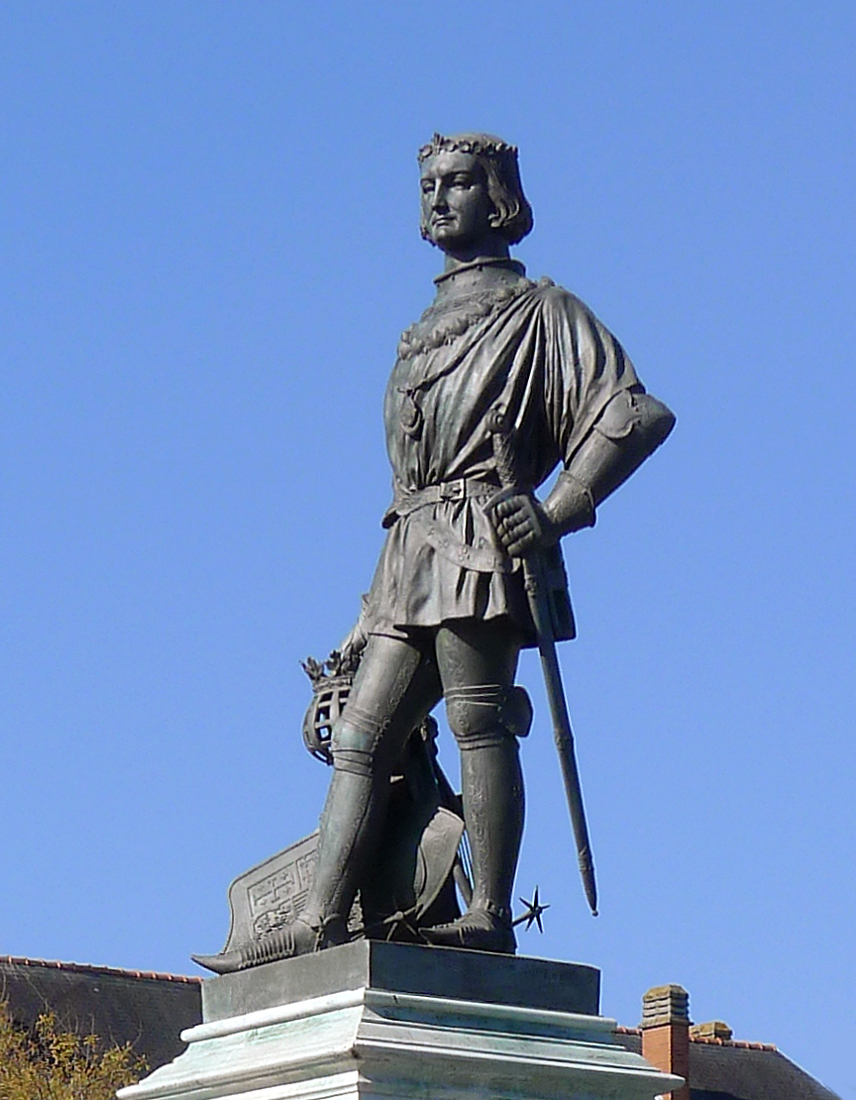
Monument au Roi René, détail, Angers.
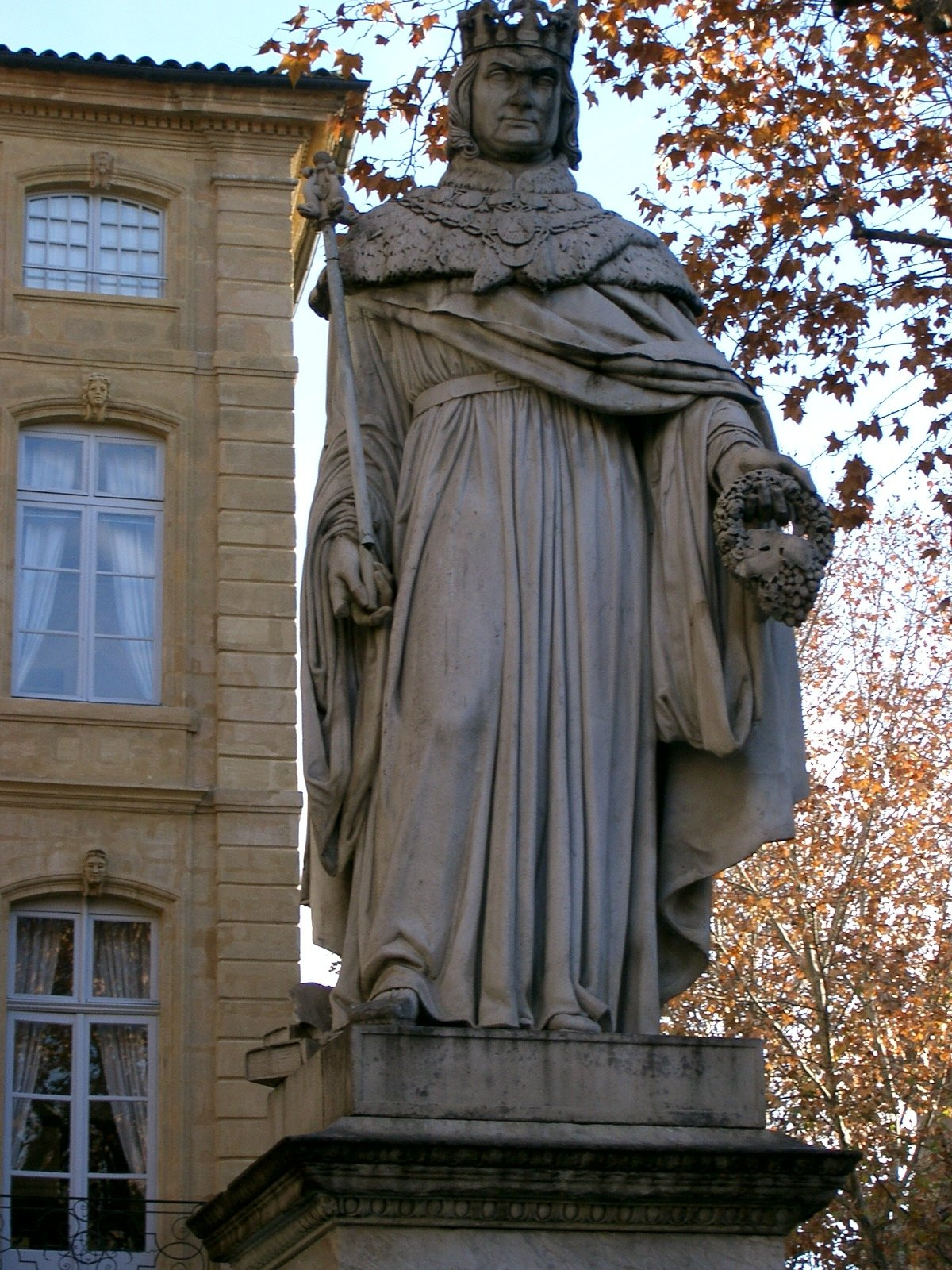
Monument au Roi René, détail, Aix-en-Provence.
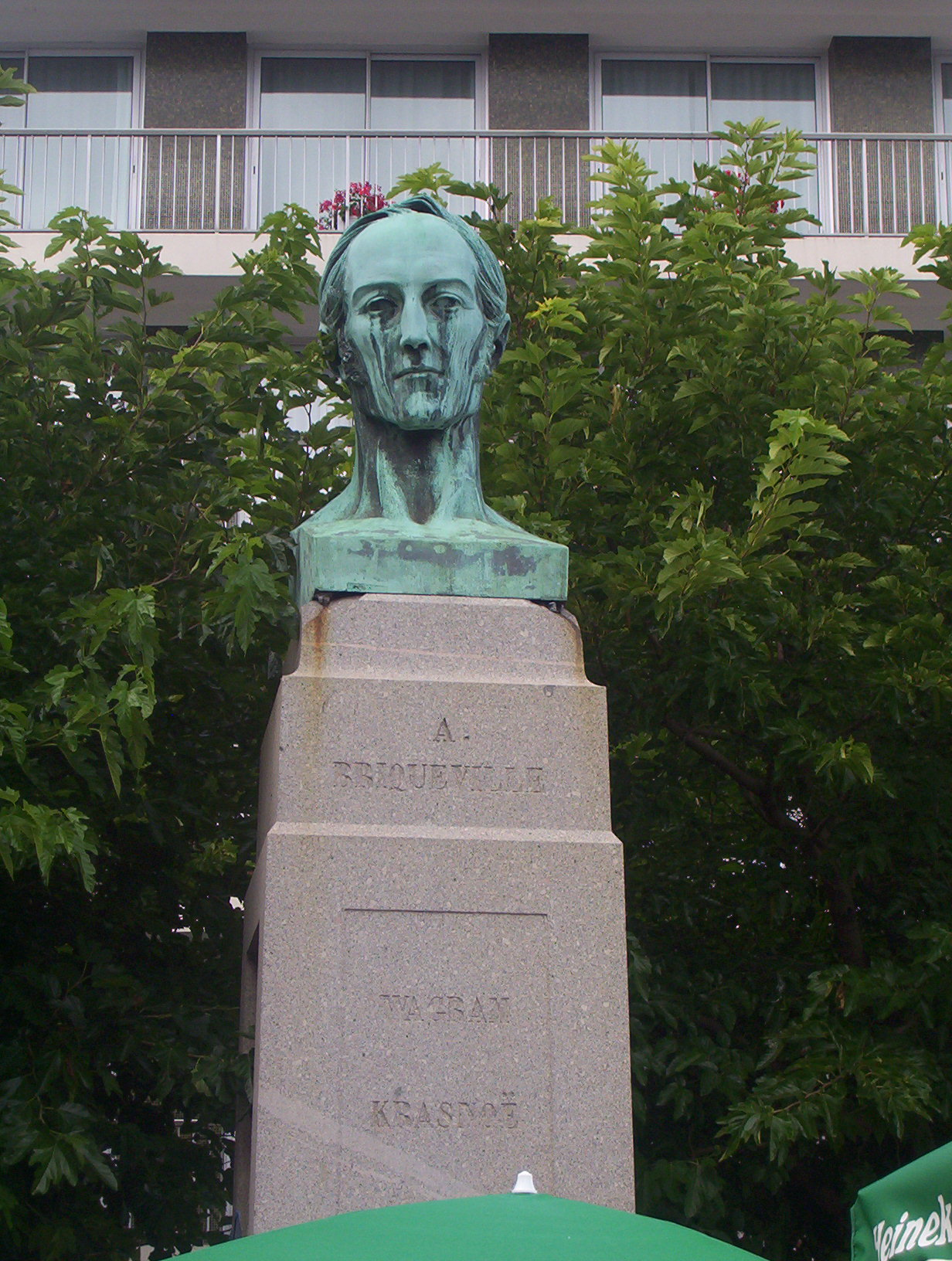
Monument à Armand de Bricqueville, Cherbourg-en-Cotentin.
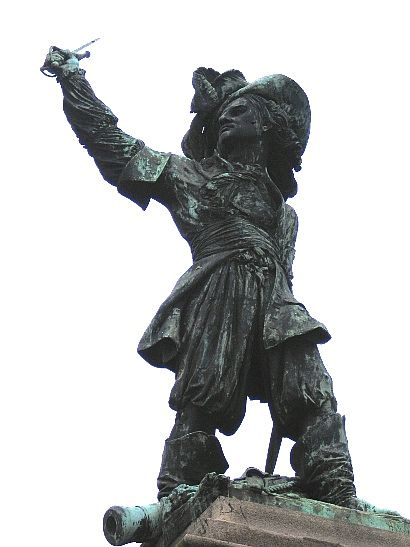
Monument à Jean Bart, détail, Dunkerque.
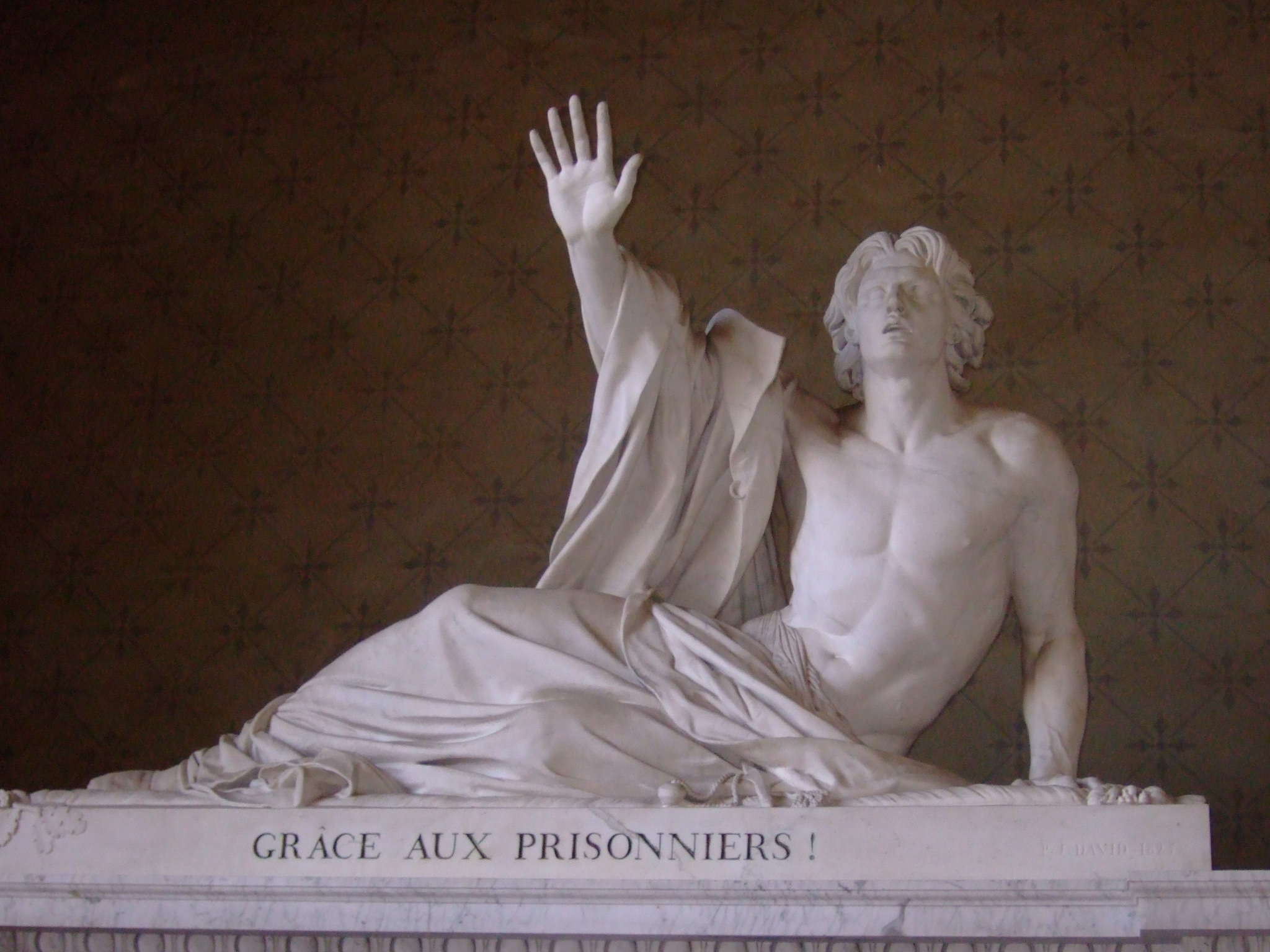
Le Pardon de Bonchamps, 1925, abbatiale de Saint-Florent-le-Vieil.
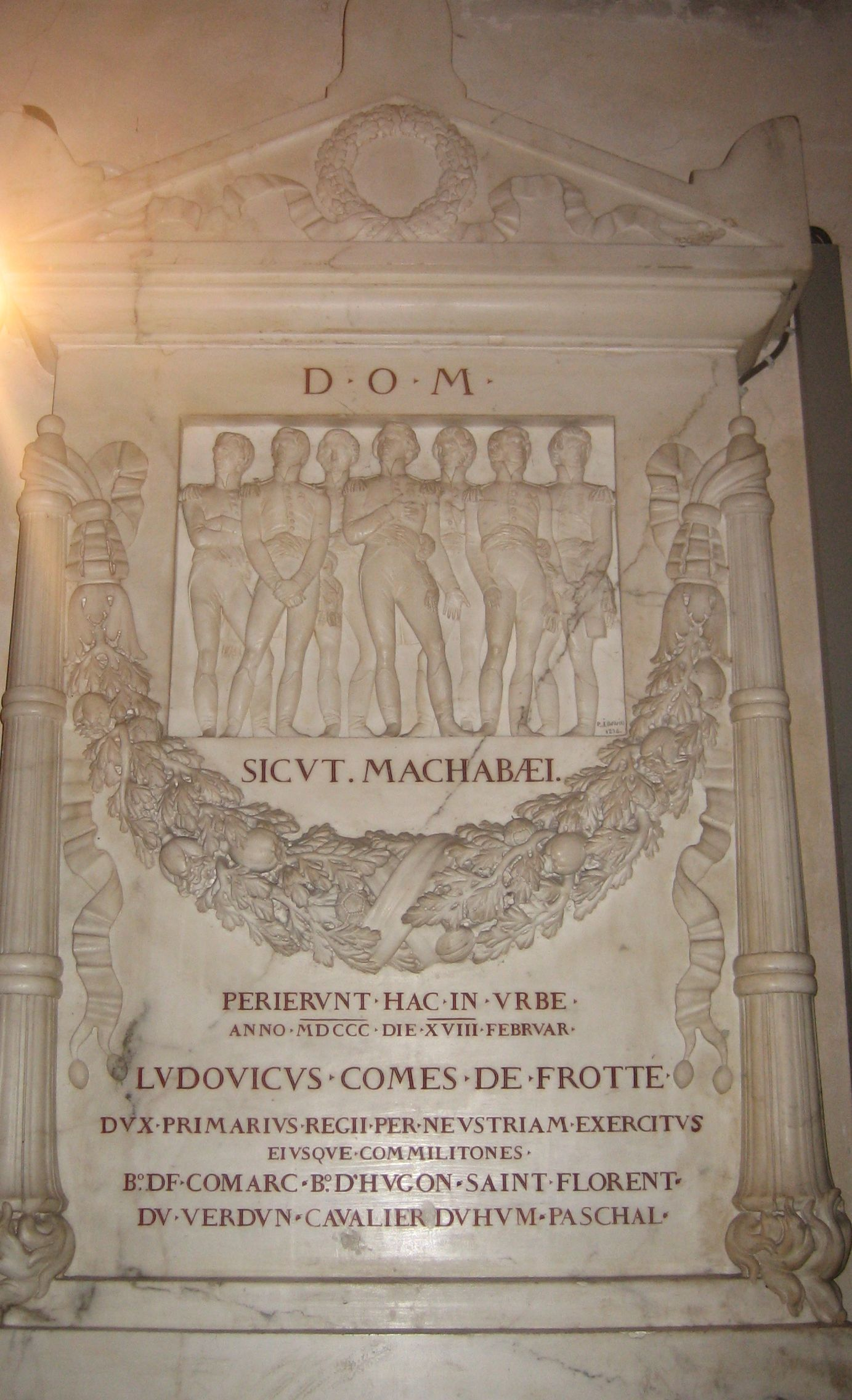
Cénotaphe du comte de Frotté, Verneuil-sur-Avre.

### Grèce
- Missolonghi : Mausolée de Márkos Bótzaris, statue en marbre.

### Suisse
- Neuchâtel : Monument à David de Pury, 1848, statue en bronze.

Œuvres de David d'Angers
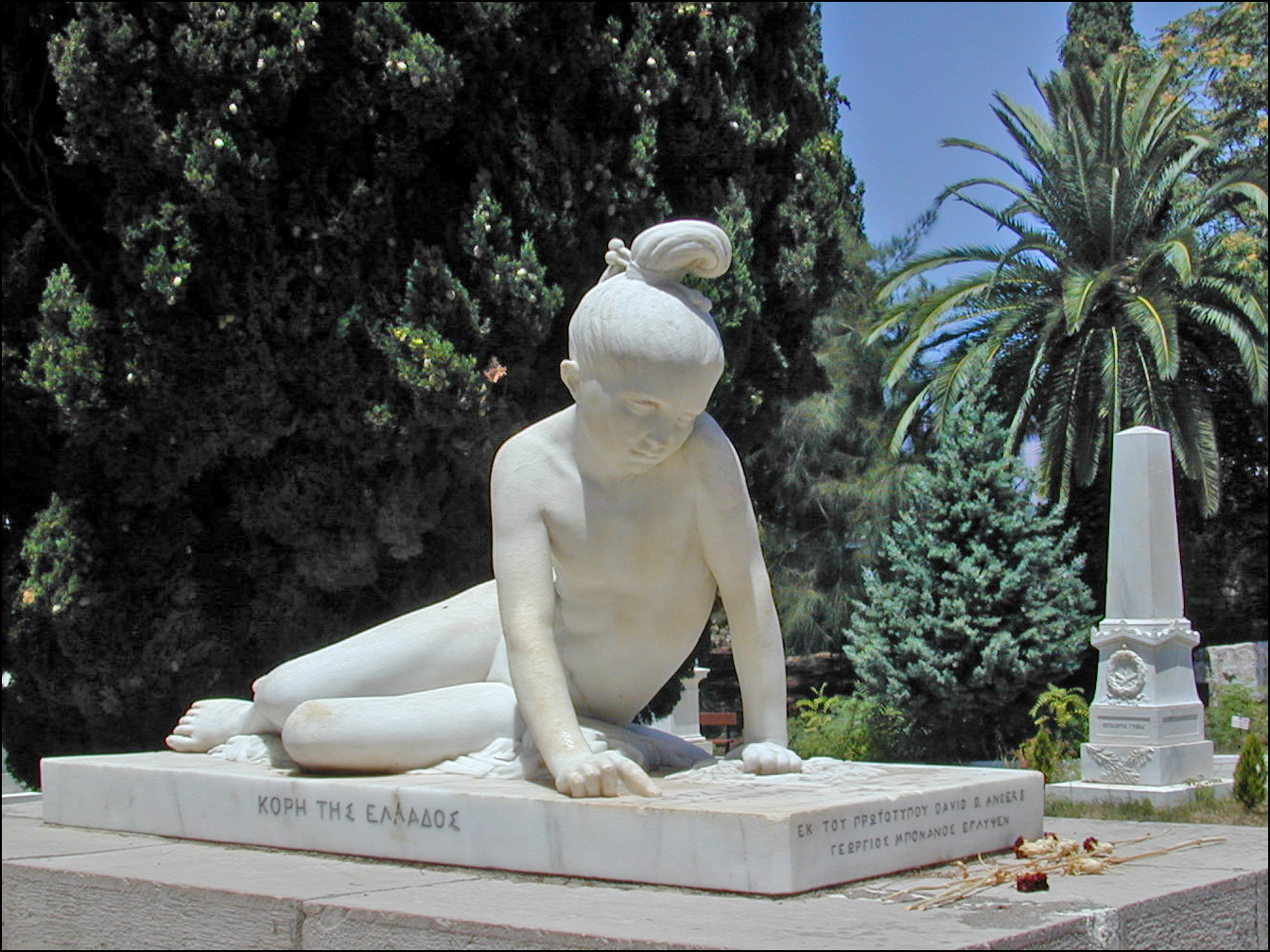
Mausolée de Markos Botzaris, Missolonghi (Grèce).
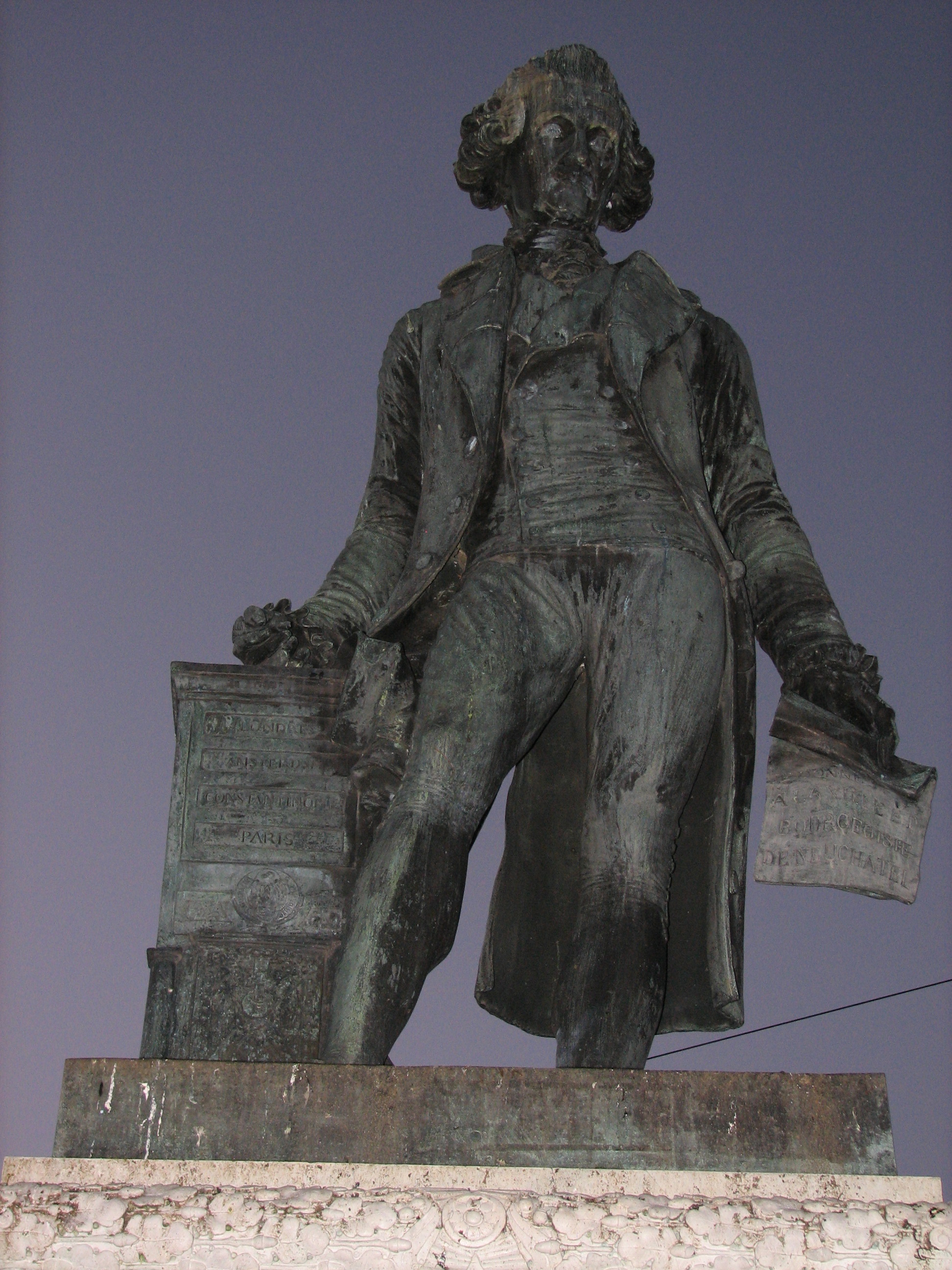
Monument à David de Pury, détail, Neuchâtel (Suisse).

## Vie familiale

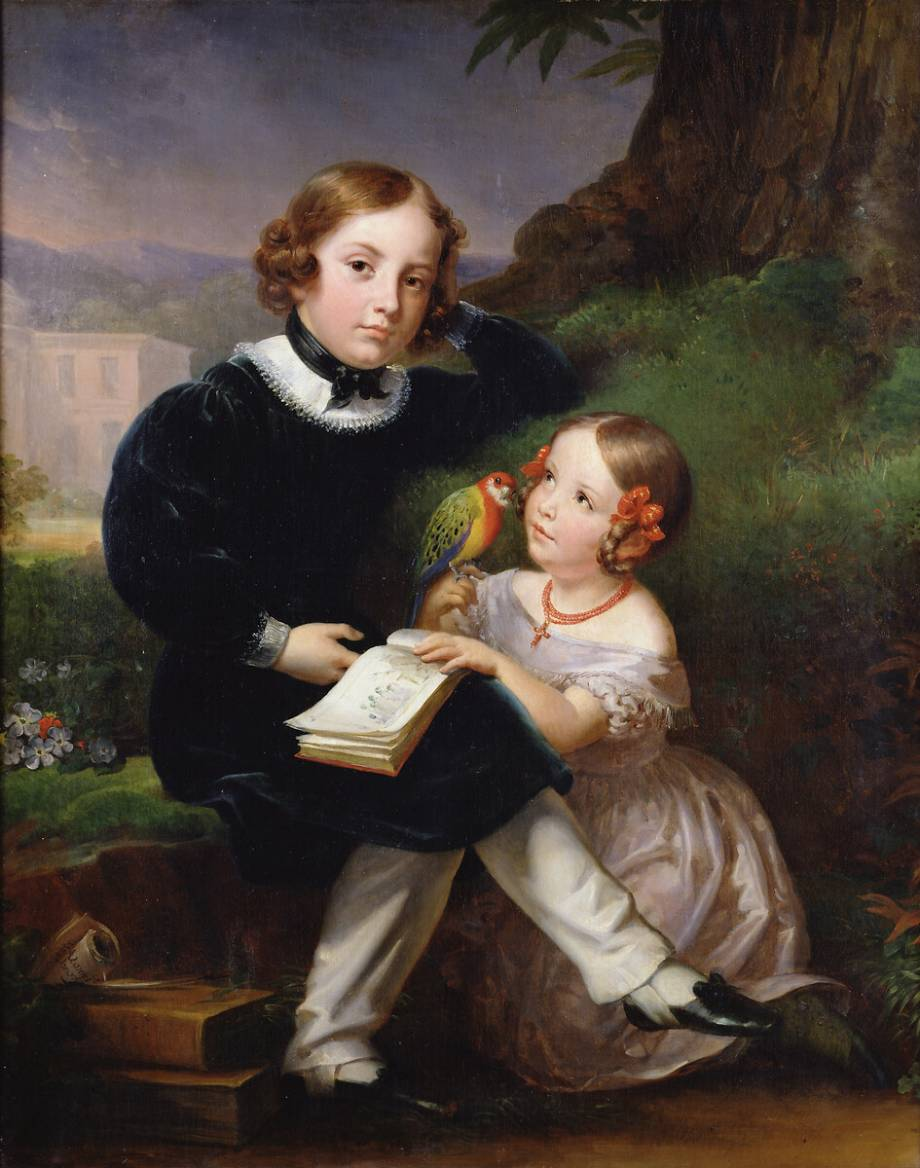
Marie-Éléonore Godefroid, Portrait des enfants de David d'Angers, Robert et Jeanne Hélène, Salon de 1842 (Angers, musée des Beaux-Arts)

En 1831, Pierre-Jean David d'Angers épouse Émilie Jeanne Clémentine Maillocheau, née le 12 mars 1812 et morte le 2 mai 1879. Elle est la petite-fille de Louis-Marie de La Révellière-Lépeaux. Ils ont eu trois enfants :
- Paul David d'Angers, né en 1832 et mort la même année ;
- Robert David d'Angers, né le 21 mai 1833 à Paris 11e et mort le 4 juin 1912 à Neuilly-sur-Seine, sculpteur ;
- Jeanne Hélène David d'Angers, née le 1er juillet 1836 ,mariée à Adolphe-Marie Gubler et morte en 1926.

### Bibliographie

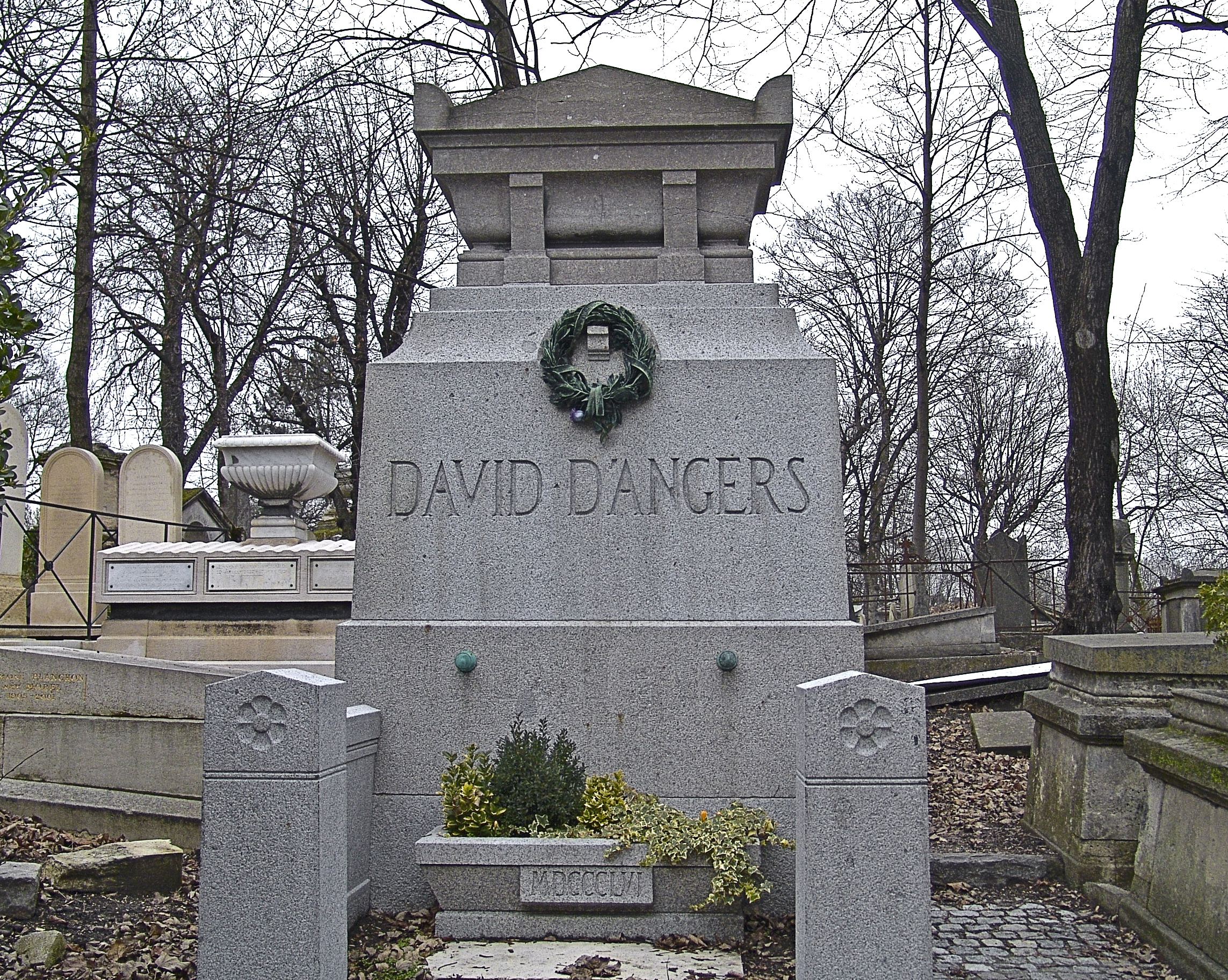
La tombe de David d'Angers, Paris, cimetière du Père-Lachaise.